# Armée nationale populaire (Algérie)
Pour les articles homonymes, voir Armée populaire, Armée nationale populaire et ANP.
L'Armée nationale populaire (ANP ; en arabe : الجيش الوطني الشعبي, en berbère : ⵜⴰⵔⴷⵙⴰ ⵜⴰⵖⵍⵏⴰⵡⵜ ⵜⴰⵖⵔⴼⴰⵏⵜ) est la force militaire de l'Algérie depuis son indépendance en 1962. Cette institution est chargée de la défense de la population, du territoire et des intérêts nationaux. Elle est composée des Forces terrestres, des Forces navales, des Forces aériennes, des Forces de défense aérienne du territoire, de la Gendarmerie nationale et de la Garde républicaine. Toutes ces forces sont placées sous l'autorité du ministère de la Défense nationale et du président de la République, qui est, selon la constitution algérienne, le chef suprême des forces armées. Les forces armées algériennes comprennent également divers services interarmées placés sous la direction du chef d'état-major.
Selon le classement 2022 du Global Fire Power, l'Algérie est la 26eme armée mondiale et la deuxième d'Afrique, derrière l'Égypte. En 2025, les dépenses militaires sont prévues à hauteur de 3 349 milliards de dinars soit 20 % du budget national.

## Histoire

### Origines
L'armée a joué un rôle prépondérant dans la vie politique algérienne depuis l'indépendance en 1962, beaucoup d'officiers ont tenu des fonctions publiques et il est généralement reconnu que l'armée a toujours été impliquée dans la politique nationale dans les coulisses.
Sous le colonel Houari Boumédiène (1965-1979), l'État et les dirigeants de l'armée ont été unis sous un régime autoritaire en apparence mais fort disparate à l'intérieur, mais après sa mort, les rivalités entre les factions au sein des élites militaires et politiques ont été un facteur majeur de la vie politique algérienne.
Après avoir été structurée comme une « armée populaire » politisée à l'ère Boumédiène, et en conservant son allégeance au Front de libération nationale (FLN) durant les années de parti unique de l'histoire algérienne, les forces militaires ont été officiellement dépolitisés en 1988, quand un système multipartite a été introduit. Ceci, cependant, n'arrêta pas l'influence militaire sur la vie politique algérienne. En 1992, craignant l'installation d'un État islamique en l'Algérie, l'armée a arrêté des élections libres qui étaient susceptibles d'apporter le Front islamique du salut (FIS) au pouvoir. Cela a déclenché la guerre civile algérienne, un conflit qui est censé avoir causé entre 76 000 et 200 000 morts durant une période de onze années.
Tant les forces armées que les insurgés islamistes ont été sévèrement critiquées par les observateurs extérieurs pour leur conduite de la guerre pour des motifs humanitaires et des droits de l'homme. Des combats sporadiques persistent en 2009 avec des attaques à la bombe contre des cibles ponctuelles du gouvernement dans les grandes villes. Le groupe d'insurgés le plus actif est Al-Qaïda au Maghreb islamique, anciennement connu sous le Groupe salafiste pour la prédication et le combat (GSPC). Depuis que l'intensité des combats majeurs a décru en 1998, l'armée a été engagée dans les tâches d'une armée conventionnelle, après plus d'une décennie d'actions anti-guérilla.
Jusqu'en l'an 2010, la majeure partie des forces armées de l'Algérie était stationnée près des frontières occidentales du pays avec le Maroc et le Sahara occidental, où l'Algérie a apporté un soutien politique et diplomatique à une guerre de guérilla (1975-1991) contre le contrôle marocain menée par le Front Polisario, un mouvement de libération nationale sahraouie en exil à Tindouf en Algérie.
L'Algérie a eu des désaccords frontaliers de longue date avec le Maroc, en raison de la non-reconnaissance des frontières coloniales par le régime marocain. 
Les désaccords frontaliers de l'Algérie avec la Tunisie et la Libye semblent avoir été résolus de façon pacifique. Mais l'Armée algérienne a été contrainte de se déployer en force tout au long des frontières avec le Mali et le Niger mais surtout la Libye où la destruction de ce pays en 2011 a provoqué l'effondrement de tout le système sécuritaire sahélo-saharien.  Les unités militaires algériennes sont très actives le long de la frontière du pays avec le nord du Mali, où divers mouvements insurrectionnels opèrent.
Historiquement, l'Algérie a acheté des armes et des équipements militaires à l'Union soviétique. Actuellement, l'Algérie est engagée dans un processus de modernisation de l'armée, qui comprendra l'introduction de nouveaux navires de guerre les plus modernes, des aéronefs et des avions de ravitaillement en carburant.

### Crise de l'été 1962
La crise de l'été 1962 ou l’Affaire des wilayas, mit devant un péril mortel la République algérienne à peine née, après une terrible guerre qui a duré huit longues années. Une période d'anarchie est marquée par de violents affrontements et règlements de comptes entre dirigeants algériens jusqu'en septembre 1962 où l'armée des frontières commandée par Boumédiène accompagnée de Benbella, entre à Alger. Le colonel Boumédiène impose l'entrée de ses bataillons dans la capitale le 9 septembre 1962 et Benbella déclare: « L'Armée nationale populaire est à Alger, le Bureau politique a triomphé grâce au peuple… ». Les maquisards de l'Armée de libération nationale des Aurès furent les derniers à baisser les armes. En début de fin de l'année 1962, l'armée a été restructurée en régions militaires (RM). Ce qui eut pour conséquence de consacrer définitivement la dissolution de l'Armée de libération nationale ainsi que les wilayas historiques et la naissance de l'Armée nationale populaire.

### Création de l'ANP
Dans des conditions particulièrement dures et complexes tant sur le plan matériel que sur celui de l'organisation, face à une politique colonialiste faite d'oppression et de pillage économique, le peuple algérien et ses véritables militants révolutionnaires prirent la décision irréversible d'engager la lutte armée contre le régime colonial.
Il fallait, par tous les moyens et au prix de tous les sacrifices, liquider, les bases de la domination étrangère implantée par la force depuis plus d'un siècle.
Mûri par toute une série d'étapes politiques et de transformations culturelles et psychologiques, connaissant les dimensions de son drame comme les impératifs de la lutte anticolonialiste, le peuple algérien, sous la bannière, de son avant-garde révolutionnaire, engagea le combat libérateur[style à revoir].
Le premier novembre 1954, les premiers coups de fusil des premiers combattants, illuminent le ciel de la patrie. L'organisation révolutionnaire par l'action armée qu'elle avait déclenchée provoque une rupture totale avec les vieilles méthodes d'opposition politique. L'Armée de Libération Nationale (ALN) était l'instrument de concrétisation de ces aspirations de liberté. Aussi, et dès le déclenchement de la lutte armée, les responsables politico-militaires de l'Armée de libération nationale (ALN) branche armée du Front de libération nationale (FLN), se sont attachés à mettre en place les structures de l'Armée.
En conformité avec l'un des principes de la guérilla, les unités sont formées de petits groupes. Ces derniers disposent d'un armement léger certes, mais étaient extrêmement mobiles et efficaces.
Une année après l'offensive du Nord-Constantinois (20 août 1955), jour pour jour, le 20 août 1956 tenait le Congrès de la Soummam. Il en résulta la plate-forme historique qui sur le plan militaire a décidé de la réorganisation de l'Armée de libération nationale (ALN) en bataillons, compagnies, sections et groupes, avec en soutien toute une organisation administrative représentée par les services de santé, de liaison, de l'équipement, de renseignement, de finance, du matériel de guerre, de presse et d'information.
Par ailleurs, l'ALN s'est progressivement dotée d'équipements de plus en plus modernes, et d'un armement mettant en œuvre une grande capacité de feu. Bien entraînée et surtout bien structurée l'ALN prouvera son efficacité sur le champ de bataille et les moudjahidines, que l'ennemi considérait au début comme une poignée de rebelles, qu'il méprisait et sous-estimait, vont par la grâce de leur détermination et de leur volonté irréductible contraindre l'occupant à s'asseoir à la table des négociations, arrachant par la force des armes, l'indépendance nationale.
Le Front de libération nationale (FLN) et l'ALN indissolublement liés, ont puisé l'un et l'autre leur raison d'être dans la volonté de libération de la nation algérienne, contre le joug colonial et en s'appuyant sur les énergies vives du peuple tout entier. Appliquant les principes stratégiques de la guerre révolutionnaire, l'ALN a constitué le fer de lance d'une lutte dont le peuple algérien est sorti victorieux" (Charte nationale. Chapitre Défense nationale).

### Reconversion en Armée nationale populaire
Le « programme de Tripoli » de juin 1962, adopté deux mois après l'annonce de cessez-le-feu prévoyait : « L'accession de l'Algérie à l'indépendance impose qu'une partie de l'Armée de libération nationale (ALN) revienne à la vie civile et donne des cadres au parti et que l'autre partie constitue le noyau de l'Armée nationale ». D'autre part il met l'accent sur la nécessité d'organiser une armée nationale moderne par le biais du développement de l'Armée de libération nationale (ALN).
Dès le lendemain de l’indépendance, « une machine implacable de confiscation du pouvoir » est mise en place par les dirigeants de l’armée. La petite bourgeoisie qui hérita des structures de l’État-colon demeure étroitement liée, si ce n’est contrôlée par l’armée. Aussitôt après Tripoli, l’état-major se solidarisa avec Ahmed Ben Bella tandis que les wilaya intérieures demeuraient fidèles au Gouvernement provisoire de la République algérienne (GPRA). Bientôt, le nouveau pouvoir allait fortement diminuer leur poids politique[réf. nécessaire].
En juillet 1962, la guerre de libération nationale connaît son dénouement. Quelque 50 000 djounouds et cadres instruits, hautement disciplinés[réf. nécessaire], forment les bataillons de l'ALN. Ils constitueront l'armée de la République algérienne démocratique et populaire. Le 9 septembre est officiellement formée l'Armée nationale populaire « digne héritière de l'Armée de libération nationale », selon le slogan qui sera désormais consacré[réf. nécessaire].
Pour faire face à ses nouvelles missions : sauvegarder l'intégrité territoriale, préserver l'ordre public, faciliter le retour des réfugiés…, l'armée se devait de se réorganiser en comblant les vides laissés par le départ d'un nombre important de ses cadres vers d'autres institutions telles l'administration et le Parti, et d'opérer sa reconversion. Le premier objectif était de mettre sur pied une organisation logistique permettant de subvenir aux besoins de l'armée qu'il fallait structurer, nourrir, habiller, soigner et former. Ainsi les directions de l'Intendance, du Matériel, du Génie et de la Santé, du Transport et de l'Approvisionnement furent les premières à voir le jour. Ces directions, auxquelles vinrent rapidement se joindre celles du Personnel, de l'Armée de l'Air, de la Marine et de l'Instruction, au niveau du ministère, allaient constituer l'ossature de l'Armée nationale populaire. Les bases de la structure générale de l'armée seront consolidées avec la création des principales directions, la mise sur pied d'une organisation efficace, l'ouverture d'écoles et de centres d'instructions et l'envoi à l'étranger de stagiaires destinés aux différents armes et services.Une double mission : la défense nationale et les tâches d'édification.
L'effort de développement et de modernisation de l'Armée nationale populaire (ANP) se poursuivra tout au long des décennies 1970 et 1980 avec, sur le plan organisationnel, la constitution de bataillons et de brigades. Durant les années 1980, l'armée connaîtra un développement considérable. C'est ainsi qu'en 1986, elle a entrepris une opération de restructuration, reposant essentiellement sur la mise en œuvre de grandes unités mêlant puissance de feu et mouvement graduels, autrement dit les divisions de combat, équipées de systèmes d'armes très sophistiqués et autres équipements nécessaires à l'utilisation et à la maintenance de ces systèmes. Cette modernisation ne concernait pas uniquement le matériel, mais englobait l'ensemble des domaines organisationnels et de combat. Ainsi fut créée l'inspection générale de l'Armée nationale populaire (ANP).

### Guerre des sables
Plusieurs facteurs contribuent à l'éclatement du conflit : l'absence d'un tracé précis de la frontière entre l'Algérie et le Maroc, l'irrédentisme marocain autour de la notion du « Grand Maroc », la découverte d'importantes ressources minérales dans la zone contestée ainsi que le refus du gouvernement de l'Algérie indépendante, présidé par Ahmed Ben Bella, de reconsidérer les frontières héritées de l’ère coloniale tel que cela aurait prévu par la convention du 6 juillet 1961 signée à Rabat par Ferhat Abbas, président du Gouvernement provisoire de la République algérienne (GPRA), et Hassan II, roi du Maroc.
Cependant, à l'indépendance de l'Algérie, et avant que cet accord ne soit ratifié, une coalition menée par Ahmed Ben Bella et soutenue par l'Armée de libération nationale (ALN) évince Ferhat Abbas du gouvernement. Un des enjeux de la guerre de libération nationale était la préservation de l'unité du territoire, il s'agissait en particulier d'empêcher la France de séparer la région du Sahara du reste de l'Algérie. Ben Bella et les dirigeants de l'Armée de libération nationale (ALN) étaient de ce fait réticents à l'idée de rétrocéder le moindre territoire « libéré avec le sang de tant de martyrs » au Maroc et, après l'indépendance, ils refusent de reconnaître les revendications du Maroc. Ils perçoivent en fait les exigences du Maroc comme une tentative d'ingérence et de pression, au moment où le pays sort très affaibli de sa guerre d'indépendance. Le gouvernement algérien ne contrôle pas encore fermement tout son territoire ; en particulier, un soulèvement anti-FLN, conduit par Hocine Aït Ahmed, se développe notamment en Kabylie. Dans le même temps, les revendications socialistes du Front de libération nationale (FLN), trouvent un écho au Maroc avec l'Union nationale des forces populaires (UNFP) de Mehdi Ben Barka, qui exige une réforme agraire, une révolution des travailleurs, et une solidarité anti-impérialiste avec la révolution algérienne ; celui-ci doit quitter le Maroc en juillet 1963 à la suite de l'échec du « complot de juillet » contre le roi, dans lequel une faction de l'Union nationale des forces populaires (UNFP) est mêlée.
Les tensions entre le Maroc et l'Algérie montent peu à peu, et aucune des parties ne veut prendre le risque de reculer. Dès le 7 juillet 1962 soit seulement 2 jours après l'indépendance Algérienne, Tindouf est le siège d'incidents,.Peu après, l’armée marocaine tente d'occuper la ville, mais se replie après avoir découvert que l'armée algérienne contrôle déjà la région. Elle s'installe également brièvement dans la région de Colomb-Béchar. Pendant l'été 1963, les deux pays renforcent leur dispositif militaire le long de la frontière. De chaque côté, la presse relate des exactions.
Des Marocains travaillant en Algérie sont expulsés, ainsi que des marchands algériens travaillant à Oujda. L'Algérie aurait soutenu le « complot de juillet », tandis que le Maroc aurait favorisé l'arrestation de Ben Bella en 1956. Jusqu'à septembre, les accrochages sont encore attribués à des « éléments incontrôlés ».

### Coup d'État de 1965
Le 19 juin 1965, un coup d'État militaire renverse le président président Ben Bella et porte le colonel Houari Boumédiène, alors ministre de la Défense, au pouvoir ; Ben Bella est emprisonné jusqu'en juillet 1979 puis assigné à résidence jusqu'à sa libération en octobre 1980.
À nouveau, ayant investi toutes les sources hégémoniques à la tête de l’État, l’armée s’est efforcée de gommer toutes les autres légitimités, dont la légitimité révolutionnaire, pour imposer la sienne. Aux organismes dirigeants de l’État, elle substitue un Conseil de la Révolution dépositaire de l’autorité souveraine en attendant l’adoption d’une Constitution. Ce conseil est constitué de 25 membres, dont la quasi-totalité sont des officiers de l’ANP liés au clan d'Oujda. Le Conseil de la Révolution a autorité et contrôle sur le gouvernement. Dans la réalité des faits, le FLN devenait le « prolongement politique de l’armée » et la Sécurité militaire un véritable système politique parallèle[réf. nécessaire].

### Batailles d'Amgala
Un second et bref conflit éclate entre l'Algérie et le Maroc à la suite de l'annexion du Sahara occidental par ce dernier, à laquelle l'Algérie est opposée. Une première bataille oppose les deux armées du 27 au 29 janvier, puis une seconde le 14 février 1976. Les combats se focalisent essentiellement dans et autour de la localité d'Amgala, au Sahara occidental, et s'achèvent rapidement par un cessez-le-feu et la libération des prisonniers.

### Guerre civile algérienne (1991-2000)
La réorganisation de l'institution militaire s'avéra presque inopérante à partir du début des années 1990. Ce qui la contraint à adapter une partie de son dispositif dans la précipitation dans un contexte difficile marqué par la disparition de l'URSS et l'embargo sur les armes auquel le pays fut soumis de la part de certains pays occidentaux pour avoir interrompu un processus électoral qui menait à la victoire des islamistes radicaux. Cette adaptation se fit graduellement, non sans de sérieux revers, mais sans remettre en question les fondements de la doctrine militaire fondée par-dessus tout sur la défense du territoire contre toute tentative d'invasion.
Dans cette optique, de nouvelles unités antiterroristes furent créées selon un schéma tactique plus flexible : le Groupement d'intervention spécial (GIS), l'Office national de répression du Banditisme, les Bataillons de Police Militaire (BPM) et le Centre de conduite et de coordination des actions de lutte contre les actions antisubversives (CCLAS). Les effectifs de ces différentes unités ne cessèrent d'augmenter entre 1993 et 1999 et représentèrent près de 10 000 hommes. Ces unités, entraînées selon des méthodes coréennes, furent déployées dans les maquis dans des opérations de recherche-destruction, plus communément connues sous le nom de ratissages où elles étaient soutenues par des hélicoptères d'attaque au sol et des forces paramilitaires. L'aviation procédait d'abord à d'intenses opérations de bombardement (utilisation du napalm) des maquis, puis l'armée de l'air déposait au moyens de ses hélicoptères les troupes d’élite de l’armée qui ratissaient le secteur suspect, les troupes régulières servant quant à elles à boucler le secteur sensible et à couvrir les opérations spéciales de l'armée.
Entre 1992 et 1999, soit en l'espace de sept ans, les militaires algériens changèrent à deux reprises leur tenue de combat et combinèrent l'usage simultané de diverses unités issues de différents corps en les projetant sur trois, quatre, voire cinq théâtres d'opération à la fois. Cette flexibilité dans l'utilisation des forces permit en premier lieu à l'aviation et notamment celle du transport de troupes et de matériel d'acquérir une capacité de projection assez éprouvée (en moyenne sur des distances variant de 600  à   1 300 km) et, en second lieu, l'usage d'une force interarmes opérationnelle compacte et assez intégrée.
L'Algérie est dotée d'une grande expérience dans le domaine de la lutte antiterroriste ; c'est un pays pionnier qui a très tôt développé une stratégie de résistance au terrorisme.

### Professionnalisation
Ce changement induit par la dure réalité du terrain aboutit au début des années 2000 au concept de la professionnalisation des forces armées et à l'abandon progressif de la conscription. Ce projet commencé en 2001 fut accéléré à partir de 2003, année marquée par un contexte international d'une extrême violence. Le retour de la paix civile permit à l'armée de revenir aux missions qui lui sont dévolues en premier lieu: la défense du territoire. La professionnalisation des forces armées depuis le début de la décennie s'inscrit dans les priorités du plan d’action des responsables militaires algériens, lesquels s’atèlent à donner une nouvelle image de cette institution longtemps réputée pour être fermée sur elle-même. Un effort en matière de communication, maîtrise des nouvelles technologies ainsi que le renouvellement des moyens matériels des différents corps de l’armée nationale. Les systèmes d'armes obsolètes firent l'objet d'un reclassement et l'ensemble des forces reçut un armement récent, avec une attention particulière à l'aviation de combat, à la défense aérienne du territoire.

### Implication de l'armée dans la vie civile et politique
Toutefois, le pouvoir de l'armée dans le pays a formé également un binôme très complexe avec le pouvoir politique grâce à l'influence des services de renseignements à savoir le département du Renseignement et de la Sécurité, du moins jusqu'en janvier 2016 où ces services ont été complètement séparés de l'armée, sous le nouveau nom de DSS (Département de surveillance et de sécurité). Ce schéma n'a jamais été exempt de tensions à l'exemple de l'annulation des élections de décembre 1991 ou de la démission de Liamine Zeroual de sa fonction de président de la République. En 1994, en pleine guerre civile à l'issue incertaine, les militaires proposent à Abdelaziz Bouteflika de revenir au pouvoir. Il refuse la présidence. L'offre est renouvelée en 1999. Il accepte. « C'est le moins mauvais des candidats », estime Khaled Nezzar, l'ex-chef des armées.
Le président Abdelaziz Bouteflika a œuvré pour un renforcement du « pouvoir civil » au sein de l'État. Toutefois, cet exercice s'avère toujours délicat. En juillet 2006, il a élevé au grade de général de corps d'armée, les généraux majors : le chef d'État-major de l'ANP Ahmed Gaïd Salah, le chef du département du Renseignement et de la Sécurité Mohamed Mediène et Abbas Ghezeiel le plus ancien général major en activité et ex-chef de la gendarmerie nationale algérienne, ancien conseiller militaire de Abdelaziz Bouteflika. Ce plus haut grade de l'ANP, n'ayant été détenu jusqu'à cette date que par l'ancien chef d'état major décédé Mohamed Lamari.
Avec le révision constitutionnelle de 2020 l’armée est explicitement autorisée à participer à des théâtres d'opération à l'étranger. Par ailleurs il lui est confié la défense des « intérêts vitaux et stratégiques du pays » . Pour le constitutionnaliste algérien Massensen Cherbi « c'est une véritable invitation de l'armée à entrer en politique, mais aussi un pied de nez aux revendications du Hirak qui demande un État civil et non militaire ».
En 2021, l'historien Jean-Pierre Filiu considère ainsi, que Saïd Chengriha est le véritable « homme fort » du pays avant le président Abdelmadjid Tebboune. Selon lui, le chef d’état-major n’a pas hésité à brider le président Tebboune en février 2021, qui, après avoir annoncé un remaniement gouvernemental, n'est parvenu à changer ni le Premier ministre, ni les titulaires des portefeuilles régaliens. La raison pour laquelle le chef d’état-major sans aucun passé anti-colonial, a choisi de relancer la guerre des mémoires serait, selon Filiu, de conforter un statu quo qui est favorable depuis la fin de la guerre d'Algérie aux généraux algériens, ce a contrario des revendications du mouvement de protestation Hirak dont l’une des exigences est celle d’un gouvernement pleinement civil, enfin émancipé de la tutelle militaire[réf. nécessaire].
En mai 2021, dans un article paru dans la revue de l'ANP, El Djeich, le commandement de l'armée indique que « la scène nationale observe un nombre d’évènements suspects qui versent dans leur ensemble dans la tentative d’entraver  (le) processus démocratique national (les élections législatives de juin 2021) », ajoutant : « des grèves fomentées et suspectes: la sécurité nationale, une ligne rouge. ».

### Retour des tensions avec le Maroc
En août 2021, l'Algérie annonce la rupture immédiate de ses relations avec le Maroc. Avec l'invasion de l'Ukraine par la Russie en février 2022, les prix du pétrole et du gaz croissent fortement. Les recettes de l'État algérien suivent cette tendance. Le président et ministre de la Défense Abdelmadjid Tebboune décide de passer le budget militaire de 9,1 milliards pour 2021 à 22,7 milliards pour 2023.

## Organisation et structuration de l'ANP

### Commandement
Selon l'article 91 de la Constitution, le président de la République est le Chef suprême de toutes les Forces armées de la République, responsable de la Défense nationale.
Dès l'arrivée d'Abdelaziz Bouteflika au pouvoir en 1999, il a supprimé le poste de ministre de la Défense de la liste des membres du gouvernement, et se l'est attribué, en se faisant seconder par un ministre délégué auprès du ministre de la Défense. Le décret 02/208 du 17 juin 2002, portant nomination du deuxième gouvernement d'Ali Benflis, portait en son article 2 une précision de taille : « Le président de la République se charge des missions du ministre de la Défense. », responsable ne signifie nécessairement pas être ministre. Reconduit à la nomination du gouvernement Ahmed Ouyahia, ce texte est venu, en réalité, préciser que le ministère de la Défense nationale (MDN), est aux mains du chef de l'État. Le chef d’état-major de l’ANP est chargé, en plus des missions qui lui sont confiées, de diriger le ministère de la Défense nationale (MDN) en tant que vice-ministre. En 42 ans, l'Algérie n'a connu que trois ministres de la Défense. Le colonel Houari Boumédiène en 1962, le général Khaled Nezzar en 1990 et le général Liamine Zéroual en 1993. En 2013, le président Abdelaziz Bouteflika  nomme le général de corps d'armée Ahmed Gaïd Salah vice-ministre de la Défense. Après l'élection de Abdelmadjid Tebboune en 2019 comme président de la République, et la nomination du gouvernement Djerad, il perpétue la tradition en se gardant le poste de ministre de la Défense.

### État-major
L'objectif qui guide en constance l'État-Major de l'Armée nationale populaire (ANP), est la garantie de l'indépendance stratégique du pays conformément aux missions et attributions qui sont les siennes, en matière d’organisation et d'articulation générale des forces, de cohérence des choix capacitaires, de préparation et d’emploi et de veiller à la conduite des travaux de prospective opérationnelle. Pour ce faire, l'État-major de l'ANP dispose de 3 départements inter-armées : emploi et préparation, logistique et organisation, approvisionnements; de services: service des sports et service national, de commandement organique que représentent les commandements de forces et opérationnels formés par les commandements de régions militaires.
Cependant la fonction de chef d'État-major est de coordonner l'ensemble des activités militaires et de lutte contre le terrorisme avec le soutien des commandants des forces terrestres (CFT), aériennes (CFA), navales (CFN) et défense aérienne du territoire (CFDAT).

### Budget
En 2011, l'Algérie dispose du plus gros budget de défense en Afrique avec 6,5 milliards d’euros. En dix ans, le budget militaire algérien a augmenté de 1 038 %.
Les dépenses consacrées à l'Armée nationale populaire atteignent, en 2023, 3 186 milliards de dinars (environ 22 milliards de dollars). Soit plus du doublement du budget alloué en 2022, qui était de 1 300 milliards de dinars. Cette hausse exeptionnelle du budget intervient dans un contexte de fortes tensions avec le Maroc concernant le Sahara occidental.
En 2025, les dépenses militaires sont prévues à hauteur de 3 349 milliards de dinars (23,8 milliards d’euros) soit 20 % du budget national,, enregistrant une augmentation de 10 % par rapport à 2024. Cette hausse s'inscrit dans un contexte de course à l'armement entre l'Algérie et le Maroc, qui s'est intensifiée depuis que Rabat a renforcé la coopération militaire et sécuritaire avec Israël. Le Maroc a d'ailleurs augmenté son budget de défense de 9 % en un an. À Alger, les autorités affirment que cet effort budgétaire ne se limite pas à la rivalité avec le voisin marocain, mais répond également à d’autres enjeux sécuritaires, notamment la situation au Sahel et en Libye.

### Régions militaires

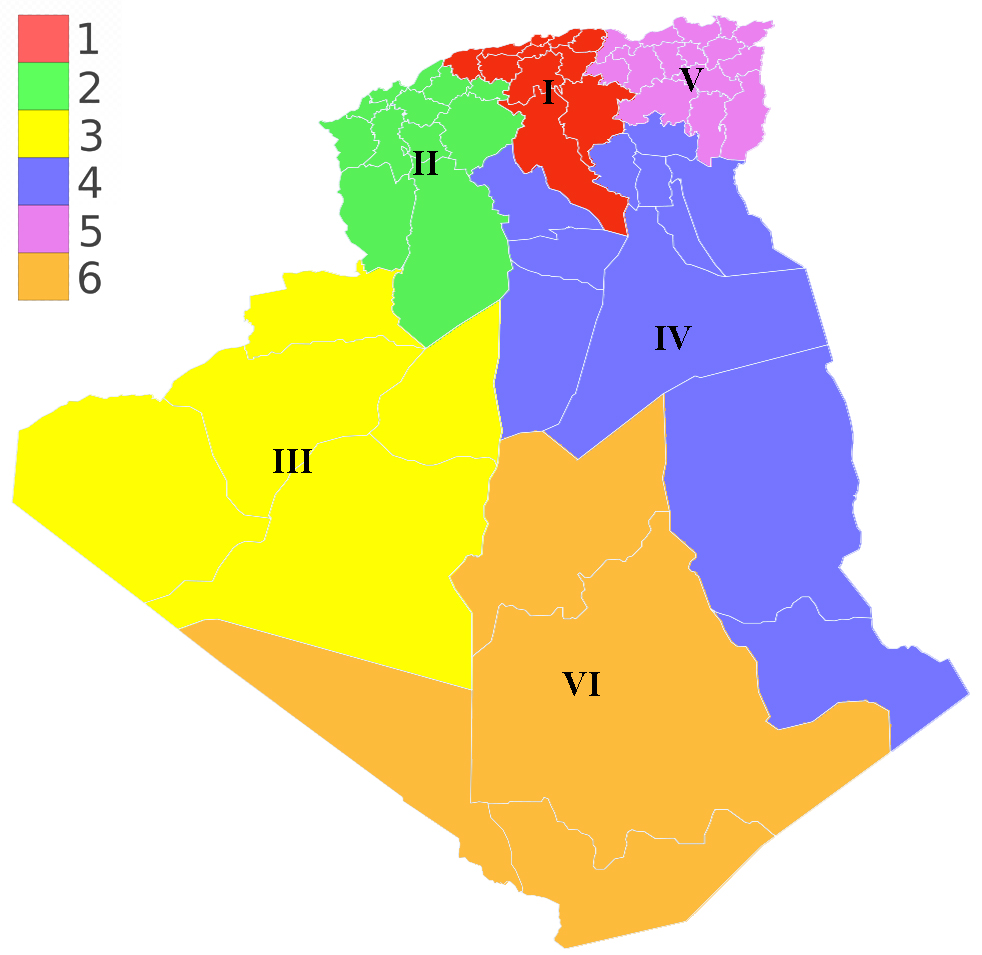
Les six régions militaires sur la carte de l'Algérie

Le pays est divisé en six Régions militaires (RM) :
- la première région militaire à Blida ;
- la deuxième région militaire à Oran ;
- la troisième région militaire à Béchar ;
- la quatrième région militaire à Ouargla ;
- la cinquième région militaire à Constantine ;
- la sixième région militaire à Tamanrasset.

Chacune de ces régions comprend un quartier-général opérationnel. Le schéma d'organisation adopté est le même qui existait pendant la guerre d'indépendance, maintenu après celle-ci, afin de garder à la fois un contrôle des frontières, et de lutter contre les insurrections potentielles. Chaque commandement régional est responsable de l'administration des infrastructures militaires, de la logistique, du logement et de la formation des conscrits.

### Grades au sein de l'ANP

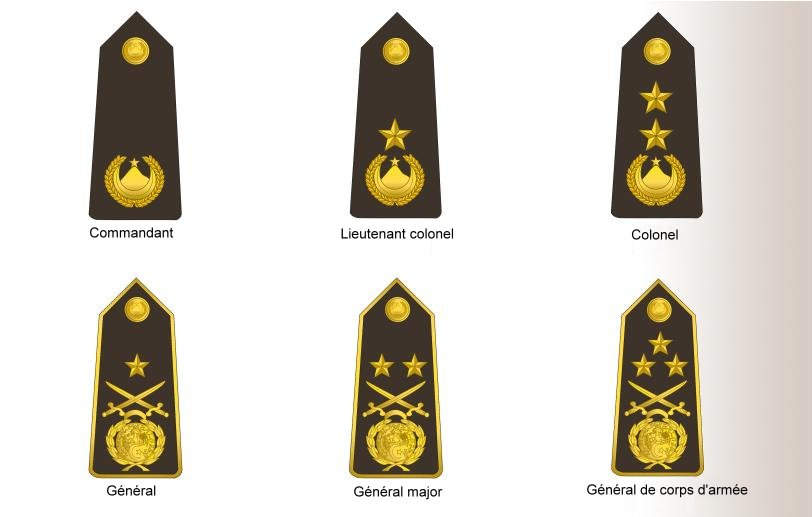
Grades d'officiers supérieurs de l'ANP

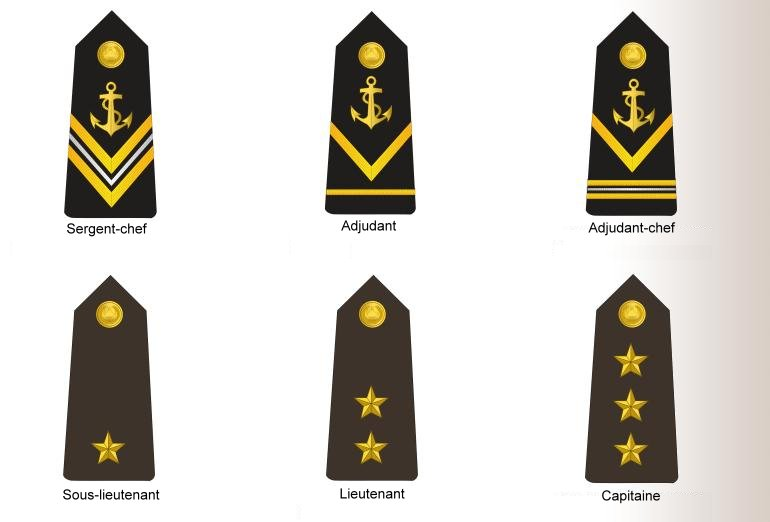
Grades d'officiers et de sous-officiers de l'ANP

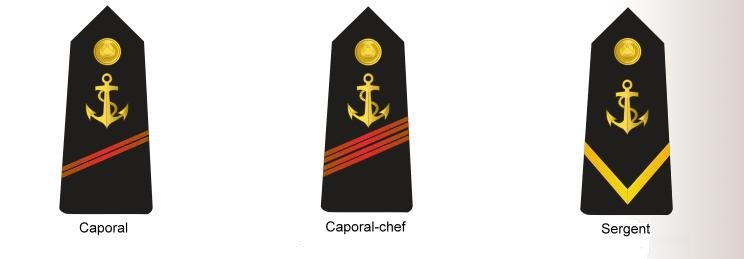
Grades des soldats de la marine de l'ANP

Les grades de général et général-major sont créés uniquement à partir d'octobre 1984. En effet pour conserver l'image d'une armée révolutionnaire, l'ANP s'est refusée jusque-là à les créer.
Les dénominations sous lesquelles se déclinent les différents grades, sont communes à toutes les forces (terrestres, aériennes, navales, défense aérienne du territoire et gendarmerie) qui composent l'ANP, et répertoriées au sein de groupes hiérarchiques bien définis. Le grade le plus élevé de la hiérarchie est celui de Général de corps d'armée, mais à l'occasion du 5 juillet 2020 le Général de corps d'armée Ben Ali Ben Ali commandant de la Garde républicaine est promu au grade de Général d'armée devenant ainsi l'officier le plus haut gradé de l'histoire de l'ANP.
La hiérarchie se compose des groupes suivants :
- Officiers-généraux
  - Général d'armée
  - Général de corps d'armée
  - Général-Major
  - Général
- Officiers-supérieurs 
  - Colonel
  - Lieutenant-colonel
  - Commandant
- Officiers
  - Capitaine
  - Lieutenant
  - Sous-lieutenant
  - Aspirant
  - Élève-officier
- Sous-officiers
  - Adjudant-chef
  - Adjudant
  - Sergent-chef
  - Sergent
  - Élève sous-officier
- Hommes de troupe
  - Caporal-chef
  - Caporal
  - Soldat

## Présentation des forces armées
Les Forces armées algériennes, souvent appelées « Armée algérienne » dans le langage courant, sont la force militaire de la République algérienne démocratique et populaire chargée de la défense du pays et de la protection des intérêts nationaux de l'Algérie. Elles sont composées de quatre grandes forces :
- Forces terrestres ;
- Forces aériennes ;
- Forces navales ;
- Forces de défense aérienne du territoire.

S'ajoutent à ces quatre principales forces armées :
- Gendarmerie nationale dirigée par le Général Sid Ahmed Bourommana depuis 2025 ;
- Garde républicaine.

### Forces terrestres

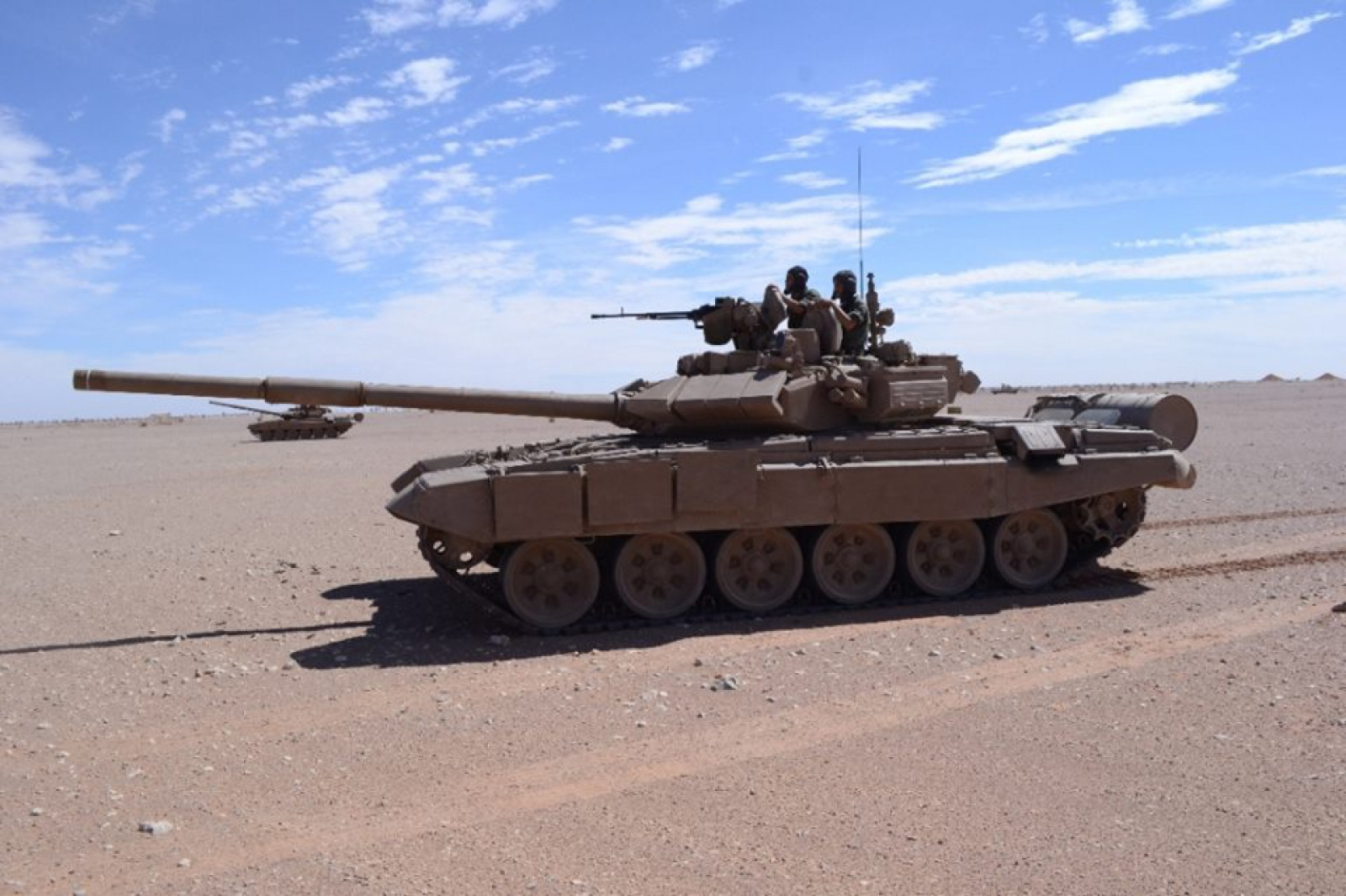
T-90SA durant des manœuvres de tir réel près de Tindouf

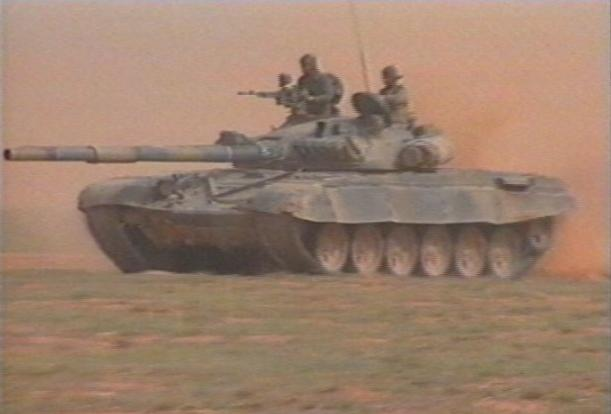
T-72 algérien en plein exercice de manœuvres

Les forces terrestres algériennes disposent en 2021 d'un effectif de 520 000 combattants en service actif en plus des 272 000 réservistes, selon l'analyse du média spécialisé Military Watch Magazine. L'équipement utilisé par l'Armée Nationale Populaire résumé ci-dessous est fréquemment actualisé.
| Équipement                          | Origine                                         | Type                                                            | En service           | Versions | En commande | Notes |
| ----------------------------------- | ----------------------------------------------- | --------------------------------------------------------------- | -------------------- | -------- | ----------- | --- |
| T-90                                | Russie                                          | Char de combat                                                  | 1200                 |          |             | En cours de modernisation. |
| T-72                                | Union soviétique / Russie                       | Char de combat                                                  | 550                  |          |             | Modernisés. |
| T-54/T-55                           | Union soviétique / Algérie                      | Char de combat                                                  | 375                  |          |             | Les T-55 ont été modernisés par la BCL et l'ERMA, et mis au format AMV avec un nouveau FCS, un nouveau canon et des protections par briques explosives.                   |
| UR-77 Meteorit                      | Union soviétique / Russie                       | Char de déminage                                                | ?                    |          |             | |
| BMPT                                | Union soviétique / Russie                       | Véhicule de combat de soutien de char                           | 300                  |          |             | 300 chars d'infanterie BMPT-72 Terminator 2 |
| BMPT 62                             | Union soviétique / Algérie                      | Véhicule de combat de soutien de char                           | 300                  |          |             | Les 300 chars de combat T-62 remis en service (modernisés et modifiés) au format char d'infanterie BMPT-62 "Terminator" par la Base Centrale de Logistique de Blida (BCL) |
| Fuchs-2                             | Allemagne / Algérie                             | Véhicule de combat d'infanterie                                 | 1600                 |          |             | Produit sous licence |
| GTK Boxer                           | Allemagne / Pays-Bas / Algérie                  | Véhicule de combat d'infanterie                                 | 500                  |          |             | Produit sous licence |
| Nimr                                | Émirats arabes unis / Algérie                   | Véhicule de transport de troupes                                | 3000                 |          |             | Produit sous licence |
| BMP-1                               | Union soviétique / République tchèque / Algérie | Véhicule de transport de troupes                                | 685                  |          |             | Modernisés par la BCL et l'ERMA |
| BMP-2/BMP-2M                        | Union soviétique / Russie / Algérie             | Véhicule de transport de troupes                                | 760 BMP-2M 220 BMP-2 |          |             | L'intégralité est en cours de modernisation au format BMP-2M. |
| BMP-3                               | Union soviétique / Algérie                      | Véhicule de combat d'infanterie                                 | 400                  |          |             | Modernisés par la BCL et l'ERMA |
| M3 Panhard                          | France                                          | Véhicule de transport de troupes                                | 55                   |          |             | Modernisés par la BCL et l'ERMA. |
| Fahd                                | Égypte                                          | Véhicule de transport de troupes                                | 100                  |          |             | |
| Cobra                               | Turquie                                         | Véhicule blindé de transport de troupes                         |                      |          |             | |
| BCL M-5                             | Algérie                                         | Véhicule de transport de troupes                                | 100                  |          |             | |
| BTR-80                              | Russie                                          | Véhicule de transport de troupes                                | 800                  |          |             | Modernisés par la BCL et l'ERMA |
| BTR-60                              | Union soviétique / Russie                       | Véhicule de transport de troupes                                | 400                  |          |             | Modernisés par la BCL et l'ERMA |
| OT-64                               | Union soviétique                                | Véhicule de transport de troupes                                | 150                  |          |             | |
| Mercedes-Benz Zetros                | Allemagne / Algérie                             | Véhicule de transport de troupes                                | 2000                 |          |             | Produit sous licence |
| Mercedes-Benz Unimog                | Allemagne / Algérie                             | Véhicule de transport de troupes                                | 2000                 |          |             | Produit sous licence |
| Mercedes-Benz Classe G              | Allemagne / Algérie                             | Véhicule de transport de troupes                                | 2000                 |          |             | Produit sous licence |
| Mercedes-Benz Sprinter              | Allemagne / Algérie                             | Véhicule de transport de troupes                                | 2000                 |          |             | Produit sous licence |
| Humvee                              | États-Unis                                      | Véhicule de transport de troupes                                | 400                  |          |             | |
| MaxPro Dash (MRAP)                  | États-Unis                                      | Véhicule de transport de troupes                                | ?                    |          |             | Au moins trois véhicules en service. |
| OT-64 SKOT                          | Pologne / Tchécoslovaquie                       | Véhicule de transport de troupes                                | 150                  |          |             | |
| BRDM-2                              | Union soviétique                                | Automitrailleuse, Blindé anti-char                              | 115                  |          |             | |
| AML-60                              | France                                          | Automitrailleuse                                                | 55                   |          |             | |
| PLZ-45 (en)                         | Chine                                           | Canon automoteur                                                | 54                   |          |             | |
| Katioucha BM-14 et BM-16            | Union soviétique                                | Lance-roquettes multiple                                        | 50                   |          |             | |
| BM-21 Grad                          | Union soviétique / Russie                       | Lance-roquettes multiple                                        | 84                   |          |             | |
| BM-30 Smerch                        | Union soviétique / Russie                       | Lance-roquettes multiple                                        | 52                   |          |             | |
| Katioucha BM-24                     | Union soviétique                                | Lance-roquettes multiple                                        | 37                   |          |             | |
| TOS-1                               | Union soviétique / Russie                       | Lance-roquettes multiple                                        | 55                   |          |             | |
| TOS-2 Tossotchka                    | Russie                                          | Lance-roquettes multiple                                        |                      |          |             | |
| SR5                                 | Chine                                           | Système mobile de Lance-roquettes multiple                      | 72                   |          |             | |
| PLZ-45                              | Chine                                           | Obusier                                                         | 50                   |          |             | |
| ML-20 152 mm, ML-46 130 mm          | Union soviétique / Russie                       | Artillerie                                                      | 30                   |          |             | |
| D-30 122 mm                         | Union soviétique                                | Artillerie                                                      | 190                  |          |             | |
| D-74 122 mm A-19 122 mm M-30 122 mm | Union soviétique / Russie                       | Artillerie                                                      | 190                  |          |             | |
| M-43 160 mm                         | Union soviétique / Russie                       | Mortiers                                                        | 180                  |          |             | |
| ZSU-23-4                            | Union soviétique / Russie                       | Blindé anti-aérien                                              | 420                  |          |             | |
| Iskander-E                          | Russie                                          | Système de missile balistique à courte portée ou moyenne portée | 48                   |          |             | Présenté pour la première fois au public lors du défilé militaire pour célébrer le 70 e anniversaire de la Révolution algérienne.                                         |
| 9K33 Osa                            | Union soviétique                                | Missile surface-air                                             | 8                    |          |             | |
| 9K35 Strela-10                      | Union soviétique                                | Missile surface-air                                             | 32 lanceurs          |          |             | |
| Buk M-2                             | Union soviétique                                | Missile anti-aérien                                             | 48                   |          |             | |
| Tor M-2                             | Union soviétique                                | Véhicule antiaérien                                             | indéterminée         |          |             | |
| Tigr-M                              | Russie                                          | Véhicule lance-missiles                                         | 28                   |          |             | Équipés de missiles ATGM "Barq" produit sous licence en Algérie |
| ZU-23-2                             | Union soviétique                                | Canon antiaérien                                                | 50                   |          |             | Modernisés par la BCL puis montés sur des châssis Mercedes-Benz Unimog4x4                                                                                                 |
| 2S1 Gvozdika                        | Union soviétique                                | Canon automoteur                                                | 145                  |          |             | |
| 2S3 Akatsiya                        | Union soviétique                                | Canon automoteur                                                | 75                   |          |             | |
| Barq                                | Russie Algérie                                  | Missile antichar                                                |                      |          |             | Produit sous licence en Algérie, et monté sur véhicule lance-missiles Tigr-M                                                                                              |

### Forces aériennes

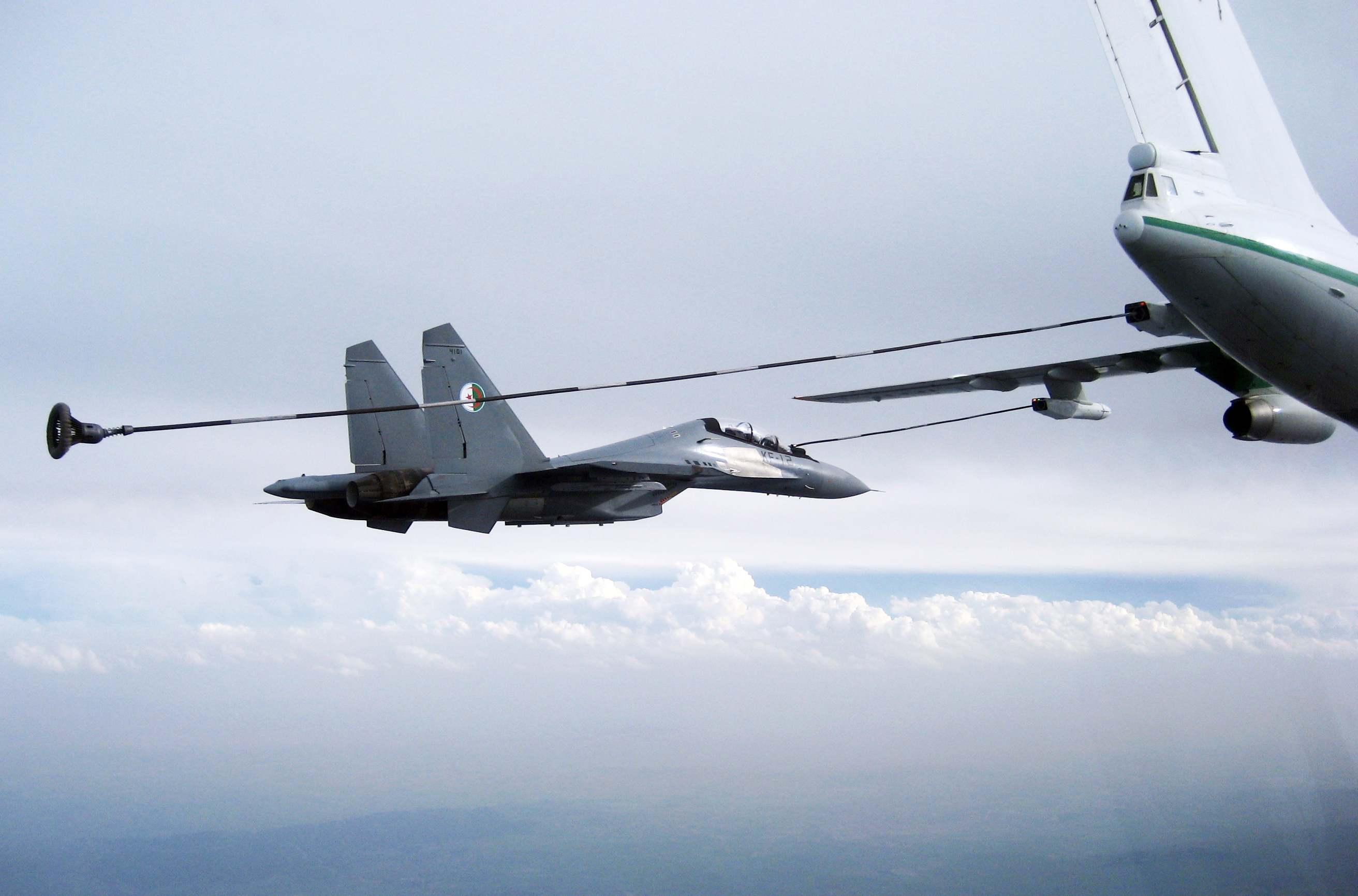
Un Il-78 Midas et un Su-30MKA en opération de ravitaillement en vol.

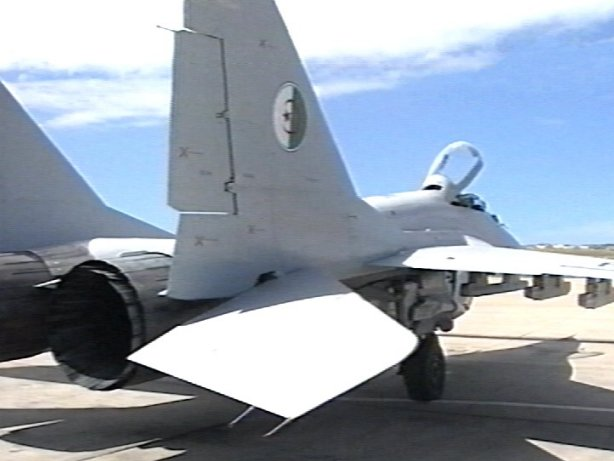
MiG-29S algérien.

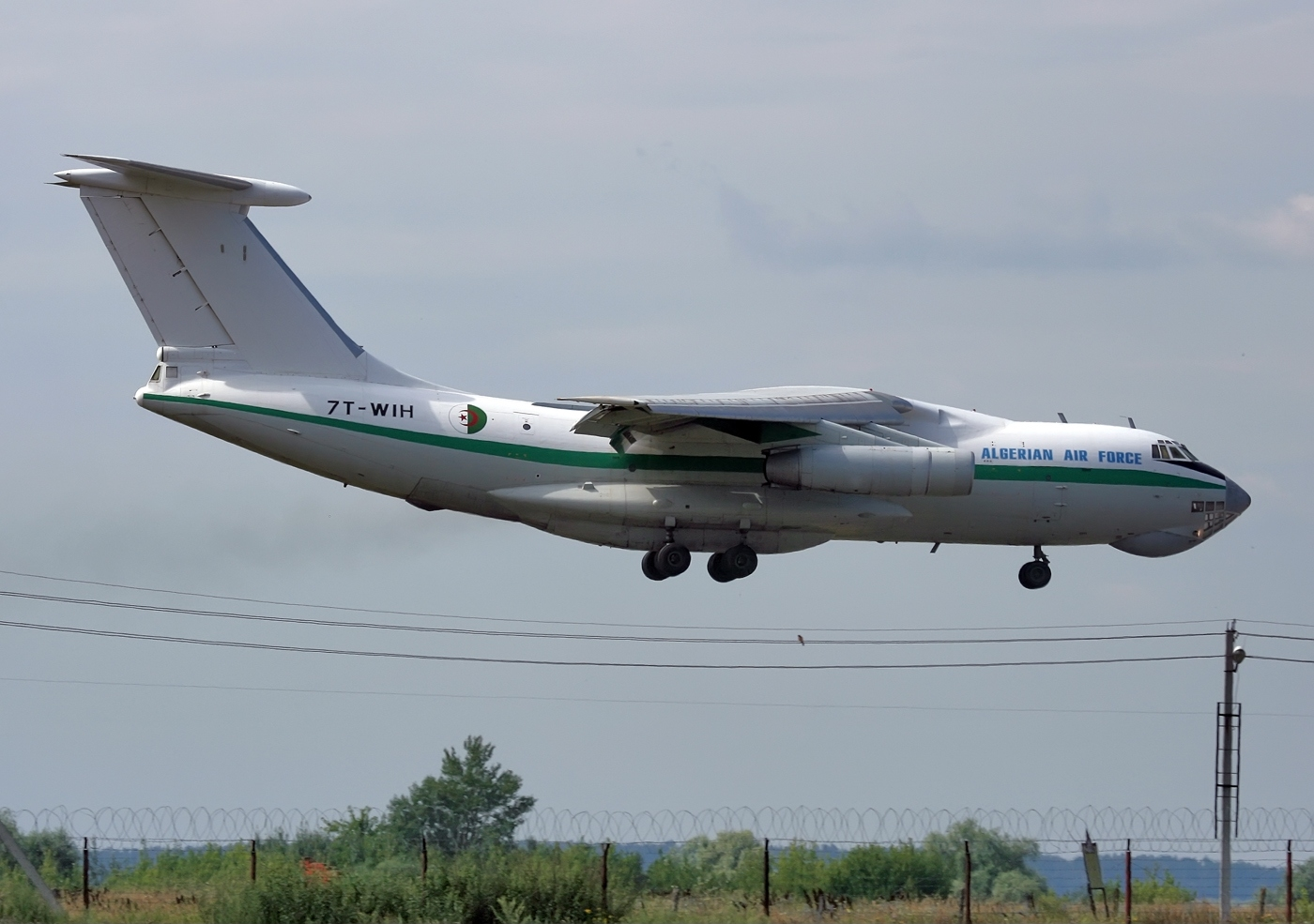
Avion ravitailleur Ilyushin-78 (7T-WIH).

Créées en juillet 1962 (au lendemain de l'indépendance), les forces aériennes algériennes dispose de 461 aéronefs (dont 241 de combats en 2011) et de 14 000 hommes répartis sur 13 bases aériennes.
Les principales bases aériennes se trouvent à :
- Aïn Beida (5e RM) la base des Soukhoï Su-30MKA (au moins deux chasseurs multirôles lourds Su-30MKA, au moins un chasseur multirôle lourd Su-30MKR destiné à la reconnaissance électronique et visuelle déployé au nord Mali par les Forces aériennes algériennes. Les résultats de ce déploiement ne se sont pas fait attendre, les convois d'approvisionnement et les colonnes en déplacements des éléments d'Al-Qaïda au Maghreb islamique (AQMI) et du Mouvement pour l'Unicité du Jihad en Afrique de l'Ouest (MUJAO), sont systématiquement traqués ou détruits au Nord Mali et dans la zone frontalière commune à l'Algérie, au Mali, au Niger et à la Mauritanie. Cette situation a poussé les terroristes islamistes aux abois à lancer un appel aux dons),
- Bousfer près d'Oran les MiG-29,
- Boufarik près d'Alger les Il-76, Il-78 et C-130 (1re RM)
- Laghouat les Sukhoï Su-24.
- École supérieure de l'Air à Tafaraoui (2e RM)
- La base aérienne d'hélicoptères à Sétif au nord.

Au sud les bases aériennes de Biskra, de Ouargla, de Tindouf, de Béchar, de Meniaa et de Tamanrasset.

#### Dotation
| Avion                                    | Origine                                     | Type                                                                 | Versions                   | En service       | En commande      | Notes |                  |
| Avions de combat                         | Avions de combat                            | Avions de combat                                                     | Avions de combat           | Avions de combat | Avions de combat | Avions de combat | Avions de combat |
| ---------------------------------------- | ------------------------------------------- | -------------------------------------------------------------------- | -------------------------- | ---------------- | ---------------- | --- | ---------------- |
| Mikoyan-Gurevitch MiG29                  | Ukraine / Biélorussie                       | Chasseur multirôle                                                   | MiG-29S/UB/M/M2            | 70               |                  | Modernisation : 2011-2013 Livraison en 2020 des MiG-29 M/M2 |                  |
| Sukhoi Su-24                             | Union soviétique / Russie                   | Bombardier Reconnaissance Guerre électronique                        | Su-24MK2 Su-24MRK2 Su-24MP | 37               |                  | Modernisation de l'ensemble des Su-24 au format M2 |                  |
| Soukhoï Su-35                            | Russie                                      | chasseur multirôle                                                   |                            | 24               |                  | réception en mars 2025 d'un premier lot |                  |
| Sukhoi Su-30                             | Russie                                      | chasseur multirôle.                                                  | Su-30MKA                   | 72               |                  | Réception de 28 Su-MKA en 2009. 44 Su30-MKA en 2015 et 14 Su-30MKA en 2017. Livraison de 16 Su-30MKA prévue en 2022. L'armée de l'air algérienne alignera un total de 73 Su-30MKA, et à terme, il est prévu de convertir l'ensemble de la flotte du format MKA au format SM2                                                 |                  |
| Soukhoï Su-57                            | Russie                                      | Chasseur furtif                                                      |                            | Inconnu          | 14               | Commande officialisé en février 2025. |                  |
| Avions d'entrainement                    |                                             |                                                                      |                            |                  |                  | |                  |
| Aero L-39 Albatros                       | Tchéquie                                    | Entrainement avancé Support léger                                    | L-39ZA / L-39 C            | 55               |                  | Modernisés,. |                  |
| Aero L-39NG (en)                         | Tchéquie                                    | Entrainement avancé Avion d'attaque au sol                           |                            | 1                |                  | En essai en vue de son éventuel achat, ainsi que l’implantation d’une chaîne de production en Algérie,. |                  |
| Yakovlev Yak-130                         | Russie                                      | Entrainement avancé Support léger                                    | Yak-130                    | 16               |                  | |                  |
| Zlín Z-142/Firnas-142                    | Tchéquie / Algérie                          | Entrainement                                                         | Z-142                      | 20               |                  | Fabriqués sous licence en Algérie |                  |
| Safir-43                                 | Tchéquie / Algérie                          | Entrainement                                                         | S-43                       | 20               |                  | Fabriqués sous licence en Algérie |                  |
| Avions de transport et de reconnaissance |                                             |                                                                      |                            |                  |                  | |                  |
| Beechcraft King Air                      | États-Unis                                  | Transport/Liaison                                                    | 200/350 (MPA)              | 3 / 7            |                  | |                  |
| Beechcraft 1900                          | États-Unis / Canada                         | Reconnaissance                                                       | 1900D                      | 6 / 12           |                  | |                  |
| CASA C-295                               | Espagne                                     | Transport                                                            | C-295                      | 5                |                  | |                  |
| Airbus A340                              | Union européenne                            | Transport de personnalités                                           | -500`                      | 1                |                  | |                  |
| Iliouchine Il-76                         | Union soviétique / Russie                   | Transport Transport                                                  | Il-76MD/TD                 | 12               | +2 en commande   | |                  |
| Lockheed C-130 Hercules                  | États-Unis                                  | Transport                                                            | C-130H/C-130H-30/C130-J    | 31               | 4 + 4 en option  | |                  |
| ATR 72                                   | Union européenne                            | Transport de personnalités                                           | ATR 72-600VIP              | 2                |                  | |                  |
| Gulfstream G550 ISR                      | États-Unis                                  | Reconnaissance optique et radar                                      | G550 ISR                   | 3                |                  | |                  |
| Beriev A-100                             | Russie                                      | Avion de détection et de commandement aéroporté                      | Beriev A-100 E             | 2                |                  | |                  |
| Avions ravitailleurs                     |                                             |                                                                      |                            |                  |                  | |                  |
| Iliouchine Il-78                         | Russie                                      | Tanker                                                               | Il-78M/T                   | 7                |                  | |                  |
| Hélicoptères                             |                                             |                                                                      |                            |                  |                  | |                  |
| Bell 412                                 | États-Unis                                  | Transport de VIP                                                     | 412EP                      | 3,               |                  | |                  |
| Eurocopter AS 355 Écureuil               | France                                      | Reconnaissance / Observation                                         | AS 355N/AS 555N            | 19 / 10          |                  | |                  |
| Kamov Ka-32                              | Russie                                      | SAR                                                                  | Ka-32S/T                   | 3,               |                  | 2 Ka-32T basés à Bousfer Air Base et 1 Ka-32C basé à Boufarik |                  |
| Sokol PZL W-3                            | Pologne                                     | Entrainement                                                         | PZL W-3 A                  | 8                |                  | A remplacé le Mi-2 en 2013 |                  |
| Mil Mi-8/Mil Mi-17/Mil Mi-171            | Union soviétique / Russie                   | Transport                                                            | Mi-8/Mi-17/Mi-171          | 100 / 119        |                  | 43 Mi-171Sh seront modernisés au format SuperHip avec les systèmes ATE en Algérie. |                  |
| Mi-24V                                   | Union soviétique / Afrique du Sud / Ukraine | Hélicoptère d'attaque                                                | Mi-24MKIII/V SuperHind     | 35 / 45          |                  | 45 Mi-24MKIII Modernisé par ATE systems en Algérie |                  |
| Mil Mi-28                                | Russie                                      | Hélicoptère d'attaque                                                | Mi-28 havoc                | 42               |                  | |                  |
| Mil Mi-26                                | Russie                                      | Transport lourd                                                      | Mi-26T2S Halo              | 14               |                  | |                  |
| Super Lynx Mk-130/140                    | Royaume-Uni                                 | Recherche et sauvetage / lutte anti-surface / lutte anti-sous-marine |                            | 10               |                  | Modernisés en 2023. |                  |
| AgustaWestland AW139                     | Italie / États-Unis                         | Transport                                                            |                            | 14,              |                  | Une usine de production sous licence des hélicoptères AW139 ainsi que d'autres modèles légers et moyens pour divers usages est en cours de construction à Aïn Arnat dans la wilaya de Sétif. |                  |
| AugustaWestland 101                      | Italie / États-Unis                         | Transport de VIP                                                     | AW-101VVIP                 | 2                |                  | En remplacement des 2 AS-332 Super-Puma VIP |                  |
| Agusta A.119 Koala                       | Italie / Angleterre                         | Entrainement                                                         |                            | 8                |                  | |                  |
| Drones                                   |                                             |                                                                      |                            |                  |                  | |                  |
| Denel Dynamics Seeker (en)               | Afrique du Sud                              | Reconnaissance                                                       |                            | 10               |                  | |                  |
| Sakr El jazair 1                         | Algérie                                     | Reconnaissance, surveillance et attaque                              |                            | 1 ou plus        |                  | Il s’agit d’une version locale du drone chinois AVIC AR-500B. |                  |
| ASN 209                                  | Algérie                                     | Reconnaissance, surveillance, attaque et missions suicides           |                            | 1 ou plus        |                  | Fabriqué localement en version améliorée du drone chinois Aisheng ASN-209 (en). |                  |
| Al Fajer L-10 (en)                       | Algérie                                     | Reconnaissance                                                       |                            | 1 ou plus        |                  | |                  |
| Aures 700                                | Algérie                                     | Surveillance et reconnaissance                                       |                            | 1 ou plus        |                  | Il s'agit d'un mini-drone quadri-rotors à voilures tournantes sans pilote, qui permet l’exécution des missions aériennes pour la surveillance et la reconnaissance à proximité de jour comme de nuit. Il a été fabriqué par l’établissement de développement et de production des systèmes de technologies avancées (EDPSTA) |                  |
| Amel                                     | Algérie                                     | Reconnaissance                                                       |                            | 1 ou plus        |                  | |                  |
| CCS - 01                                 | Algérie                                     | Reconnaissance                                                       |                            | 1 ou plus        |                  | |                  |
| El-Djazaïr 54/55                         | Algérie                                     | MALE/UCAV                                                            |                            | 4                |                  | Version du Yahbon United 40 (en) produite en Algérie |                  |
| CH-4 Rainbow                             | Chine                                       | drone de combat et de reconnaissance                                 |                            | 10               |                  | |                  |
| CH-3/CH-4 Rainbow                        | Chine                                       | MAME/MALE/UCAV                                                       |                            | 10               |                  | |                  |
| Wing Loong II                            | Chine                                       | drone de combat et de reconnaissance                                 |                            | 24               |                  | |                  |
| WJ-700                                   | Chine                                       | MALE/UCAV                                                            |                            | 4                |                  | |                  |
| TAI Aksungur                             | Turquie                                     | drone de combat et de reconnaissance                                 |                            | 6                |                  | |                  |
| TAI Anka                                 | Turquie                                     | drone de combat et de reconnaissance                                 |                            |                  | 10               | [ 68 ] |                  |
| Yabhon United 40 (en)                    | Émirats arabes unis / Algérie               | drone de combat et de reconnaissance                                 |                            | 2                |                  | |                  |
| Adcom Yabhon Flash-20 (en)               | Émirats arabes unis / Algérie               | drone de combat et de reconnaissance                                 |                            | 2                |                  | |                  |
| Denel Dynamics Seeker (en)               | Afrique du Sud                              | reconnaissance                                                       |                            | 10               |                  | |                  |
| Mirach 150 (en)                          | Italie                                      | reconnaissance                                                       |                            | 1                |                  | |                  |
| Avion bombardier d'eau                   |                                             |                                                                      |                            |                  |                  | |                  |
| Beriev Be-200                            | Russie                                      | Avion bombardier d'eau                                               |                            | 2                | 2                | Commande de 4 exemplaires, le premier est livré en mai 2023, un autre en décembre 2024, et les deux autres en cours de livraison. Les avions ont tardé a été livrés à cause de la Guerre russo-ukrainienne,. |                  |
| Air Tractor AT-802                       | États-Unis                                  | Avion bombardier d'eau                                               |                            | 6                |                  | Commande de 6 exemplaires, dont 5 ont été réceptionnés au premier semstre 2024, et le dernier en septembre 2024,. |                  |

Liste des aéronefs ayant été retirés du service :
- MiG-15
- MiG-17
- MiG-21
- MiG-23
- Su-7
- Su-22
- Il-28
- Il-18
- Il-14
- Fouga Magister
- Mil Mi-6
- Mi-4

### Forces navales
- Cet article est partiellement ou en totalité issu de l'article intitulé « Forces navales algériennes » (voir la liste des auteurs). (voir aussi la page de discussion)

Les forces navales se composent d'un effectif qui est estimé à 6 000 hommes, qui se répartit suivant le schéma organisationnel, sur les différentes bases de la côte nationale, qui est divisée en trois façades principales. La façade centre (Alger), abrite la base de l'Amirauté, où se situe le siège du Commandement des forces navales. La façade ouest abrite quant à elle la base navale de Mers El-Kébir, qui est du fait de sa position géographique, l'une des plus stratégiques en Méditerranée occidentale. La marine algérienne s'est engagée par ailleurs à partir de l'année 2000 et à l'instar des autres composantes de l'ANP, dans un profond processus de professionnalisation, qui doit conduire au renouvellement du matériel suranné et à une réorientation de la formation du personnel suivant notamment les nouveaux objectifs qui ont été assignés par l'état-major de l'ANP à ce corps d'armes.

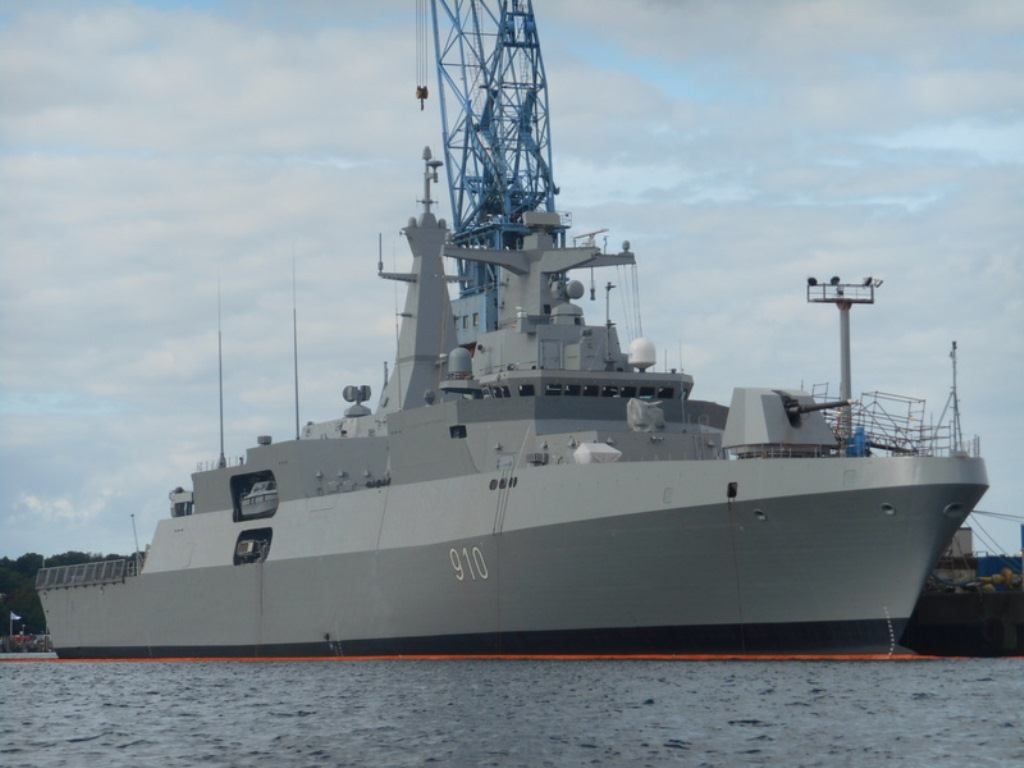
Frégate furtive de Classe Valour (Unité 910)

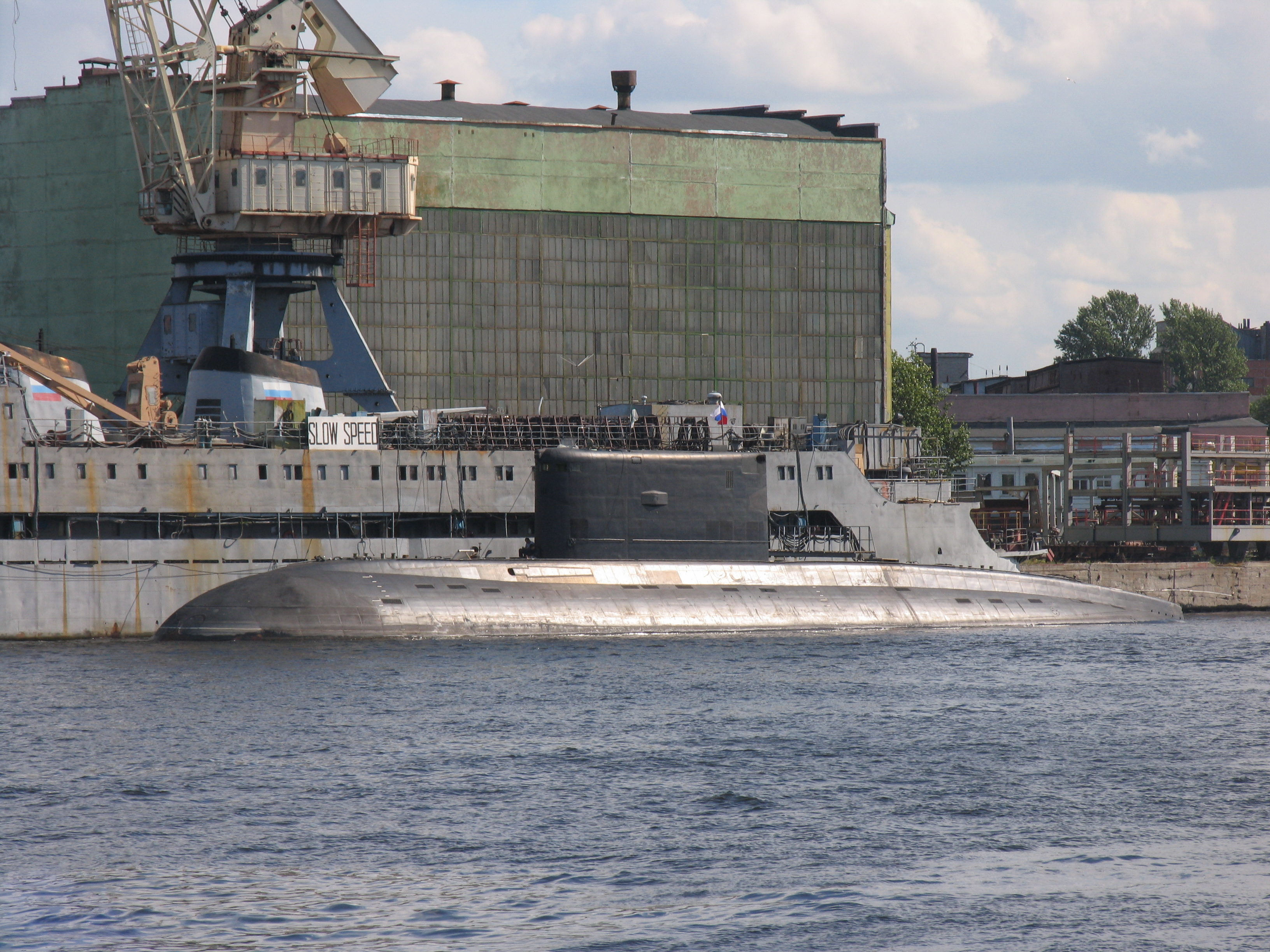
Sous-marin de Classe Kilo 636M, commissionné en 2009, capable de lancer des missiles de croisière

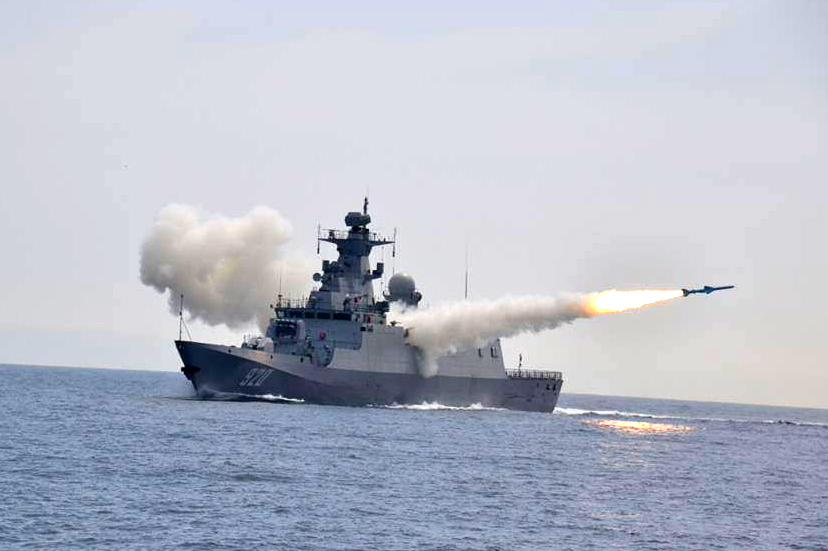
Corvette furtive de Classe C28A (Unité 920)

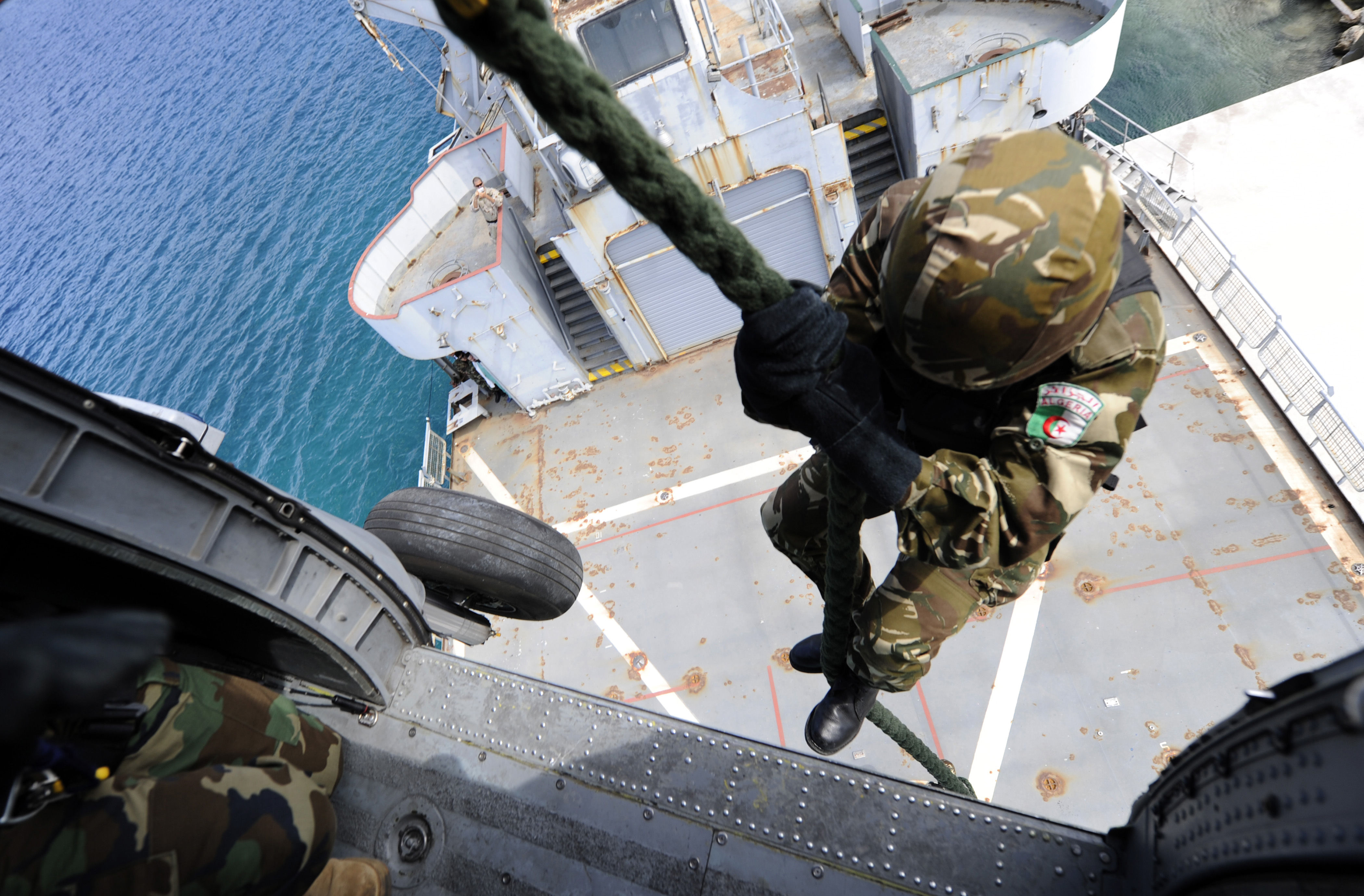
Fusiliers marins en action

- L'équipement utilisé par l'Armée Nationale Populaire cité ci-dessous est fréquemment actualisé.

| Sous-marins                         | Sous-marins              | Sous-marins              | Sous-marins | Sous-marins                                                                   | Sous-marins  | Sous-marins              | Sous-marins |
| Classe                              | Image                    | Origine                  | En service  | Bateaux                                                                       | Déplacement  | Année de mise en service | Notes |
| ----------------------------------- | ------------------------ | ------------------------ | ----------- | ----------------------------------------------------------------------------- | ------------ | ------------------------ | --- |
| Projet 636                          |                          | Russie                   | 4,          | Messali el Hadj (021) Djurdjura (022) Ouarsenis (031) Hoggar (032)            |              | 2010 – 2019              | Deux projets 636M en service depuis 2010 et Deux projets 636.1 commandés en 2014 puis mis en service début 2019,. |
| Projet 877EKM                       | Rais Hadj Mubarek        | Union Soviétique         | 2           | Rais Hadj Mubarek (012) El Hadj Slimane (013)                                 |              | 1987 – 1988              | Deux sous-marins originaux de la classe Kilo en service, livrés en 1987 et 1988. Réaménagé et modernisé en 1993 et 1996. |
| Navires de guerre amphibies         |                          |                          |             |                                                                               |              |                          | |
| Classe                              | Image                    | Origine                  | En service  | Bateaux                                                                       | Déplacement  | Année de mise en service | Notes |
| Classe San Giorgio                  |                          | Italie                   | 1           | Kalaat Béni Abbès                                                             | 9,000 tonnes | 2015                     | Classe San Giorgio améliorée. Capable de transporter 3 hélicoptères de transport AW-101 ou 5 hélicoptères légers, ainsi que 440 fusiliers-marins en plus des 150 hommes d'équipage. Le hangar peut accueillir 15 chars lourds et 7 navires de débarquement de type chalands à son bord. Le navire a également une capacité hospitalière de 50 lits,. |
| Frégates                            |                          |                          |             |                                                                               |              |                          | |
| Classe                              | Image                    | Origine                  | En service  | Bateaux                                                                       | Déplacement  | Année de mise en service | Notes |
| Meko A-200                          |                          | Allemagne                | 2           | El Radii (910) El Moudamir (911)                                              | 3,700 tonnes | 2016-2018                | Deux en service avec l'option pour deux autres. |
| Classe Koni                         |                          | Union Soviétique         | 3           | Mourad Rais (901) Rais Kellich (902) Rais Korfou (903)                        | 2,000 tonnes | 1985                     | Modernisé en Russie en 2011. |
| Corvettes                           |                          |                          |             |                                                                               |              |                          | |
| Classe                              | Image                    | Origine                  | En service  | Bateaux                                                                       | Déplacement  | Année de mise en service | Notes |
| Classe Nanuchka                     | 802 Salah Rais           | Union Soviétique         | 3           | Rais Hamidou (801) Salah Rais (802) Rais Ali (803)                            | 660 tonnes   | 1982                     | En service, Projet 1234E construit par Vympel Shipyard à Rybinsk, modernisé en 2012. |
| Classe Djebel Chenoua               |                          | Algérie                  | 4           | Djebel Chenoua (351) El Chihab (352) El Kirch (353) Rais Hassan Barbiar (807) | 540 tonnes   | 2002                     | Construit par l'OMCN / CNE à Mers-el-Kebir, Algérie. Armé de 4 C802 ASM et AK630 CIWS,. |
| Classe C28A                         | 353 El Kirch             | Chine                    | 3           | Adhafer (920) El Fateh (921) Ezzadjir (922)                                   | 2,880 tonnes | 2015–2016                | Armé de canon principal NG-16-1 (76 mm), 2 missiles à sept canons 30 mm Type 730 CIWS, 2 missiles quad C-802. |
| Type 056                            |                          | Chine Algérie            | 1/6         | El Moutassadi (940)                                                           | 1,500 tonnes | 2023                     | Six corvettes de classe Type 056 modifiées ont été commandées, dont 5 fabriquées sous licence en Algérie,. |
| Navires de projection               |                          |                          |             |                                                                               |              |                          | |
| Classe                              | Image                    | Origine                  | En service  | Bateaux                                                                       | Déplacement  | Année de mise en service | Notes |
| Classe Kalaat Beni                  |                          | United Kingdom           | 2           | Kalaat Beni Hammed (472)                                                      | 2,450 tonnes | 1984                     | Construit par Brooke Marine à Lowestoft, Royaume-Uni |
| Classe Kalaat Beni                  | Kalaat Beni Rached (473) | United Kingdom           | 2           | Construit par Vosper Thornycroft à Woolston, Royaume-Uni                      | 2,450 tonnes | 1984                     | |
| Classe Polnochny                    |                          | Union Soviétique Pologne | 1           | Kalaat polnochny (471)                                                        |              | 1976                     | . |
| Navires guerre de mines             |                          |                          |             |                                                                               |              |                          | |
| Classe                              | Image                    | Origine                  | En service  | Bateaux                                                                       | Déplacement  | Année de mise en service | Notes |
| Classe Lerici                       |                          | Italie                   | 3           | El-Kasseh 1 (501) El-Kasseh 2 (502) El-Kasseh 3 (503)                         | 600 tonnes   | 2016–2022                | Dragueurs de mines de classe MCMV (dérivés de la classe Katanpää). |
| Patrouilleurs et vedettes rapides   |                          |                          |             |                                                                               |              |                          | |
| Classe                              | Image                    | Origine                  | En service  | Bateaux                                                                       | Déplacement  | Année de mise en service | Notes |
| Classe Ocea FPB 98 MKI              |                          | France                   | 31          |                                                                               |              | 2008-2019                | Construit par Ocea France,. |
| Alusafe 2000                        |                          | Espagne Algérie          | 12          |                                                                               |              | 2016                     | Produit localement. |
| Classe Kebir[réf. souhaitée]        |                          | Royaume-Uni              | 12          |                                                                               | 250 tonnes   | 1982                     | Les deux premières unités construites par Brooke Marine. |
| Classe Osa II[réf. souhaitée]       |                          | Union Soviétique         | 8           |                                                                               |              | 1978                     | |
| Navire et voilier-école             |                          |                          |             |                                                                               |              |                          | |
| Classe                              | Image                    | Origine                  | En service  | Bateaux                                                                       | Déplacement  | Année de mise en service | Notes |
| Soummam                             | Soummam                  | Chine                    | 1           | Soummam                                                                       | 5,500 tonnes | 2006                     | 5,500 tonnes (pleine charge). |
| El-Mellah                           |                          | Pologne                  | 1           | El Mellah (le marin)                                                          |              | 2017                     | Un trois-mâts grand voilier construit à Gdańsk, Pologne. |
| Navire de recherche et de formation |                          |                          |             |                                                                               |              |                          | |
| Classe                              | Image                    | Origine                  | En service  | Bateaux                                                                       | Déplacement  | Année de mise en service | Notes |
| El Mourafik                         |                          | Chine                    | 1           | El Mourafik (261)                                                             | 600 tonnes   | 1990                     | Utilisé pour des missions de recherche et sauvetage ou la formation des plongeurs de combat et pour l'école d'application des troupes de marine (EATM) de Jijel. |
| Navire de soutien offshore          |                          |                          |             |                                                                               |              |                          | |
| Classe                              | Image                    | Origine                  | En service  | Bateaux                                                                       | Déplacement  | Année de mise en service | Notes |
| El Idrissi                          |                          | Japon                    | 1           | El Idrissi (673)                                                              | 540 tonnes   | 1980                     | Construit par Matsukara Zosen à Hirao, Japon. |
| OSV-95                              |                          | France                   | 1           | El Masseh (205)                                                               |              | 2021                     | Navire de soutien offshore conçu pour les études océanographiques et géologiques. |
| Remorqueurs                         |                          |                          |             |                                                                               |              |                          | |
| Classe                              | Image                    | Origine                  | En service  | Bateaux                                                                       | Déplacement  | Année de mise en service | Notes |
| El Mounjid                          |                          | Norway                   | 3           | El Moundjid (701) El Moussif (702) El Moussanid (703)                         | 3,200 tonnes | 2012                     | Trois remorqueurs sisterships, dérivés des Abeille Bourbon. |
| El Bassel                           |                          | Algérie                  | 1           | El Bassel (212)                                                               | tonnes       | 2024                     | Fabriqué par l'Établissement de construction et de réparation navale dans les chantiers de la Base navale de Mers El-Kébir à Oran. |

- Les missions de soutien sont assurées par les bombardiers Su-24MK et les missions de reconnaissance par les Su-30 et les B-200T. 3 hélicoptères Ka-32, ainsi que 14 AW-139 sont utilisés pour les missions navales appartenant aux forces aériennes algériennes et sont utilisés pour les missions SAR ou pour la détection de sous-marins 6 AW-101 en configuration SAR, 4 super Lynx 130, 6 super Lynx 140 pour la SAR, et 3 AW-139 en configuration SAR également. Les drones Mirach-100 sont utilisés pour les missiles surface-air des unités navales. La défense côtière quant à elle, utilise des batteries mobiles de CSS-C-2 Silkworm qui est la version au sol du P-15 Termit, ainsi que des batteries mobiles de Kh-35E, version au sol du missile anti-navire Kh-35 Ouran. Les Forces navales disposent aussi de systèmes IFF permettant de différencier les matériels amis et ennemis que ce soit des navires ou des avions de combat.

| Aéronefs embarqué           | Aéronefs embarqué | Aéronefs embarqué | Aéronefs embarqué    | Aéronefs embarqué | Aéronefs embarqué | Aéronefs embarqué | Aéronefs embarqué |
| Appareil                    | Image             | Origine           | Type                 | Variante          | En service        | Notes             |                   |
| --------------------------- | ----------------- | ----------------- | -------------------- | ----------------- | ----------------- | ----------------- | ----------------- |
| Westland Super Lynx         |                   | United Kingdom    | ASW/ASUW             | 130/140           | 10                | [ 111 ]           |                   |
| AgustaWestland EH101 Merlin |                   | Italie            | SAR / utilité        | Mk 610            | 6                 | [ 112 ]           |                   |
| AgustaWestland AW139        |                   | Italie            | SAR/utilitaire léger |                   | 3                 | [ 112 ]           |                   |
| Kamov Ka-27                 |                   | Russie            | SAR / utilité        | Ka-32T            | 3                 | [ 113 ]           |                   |

### Forces de défense aérienne du territoire

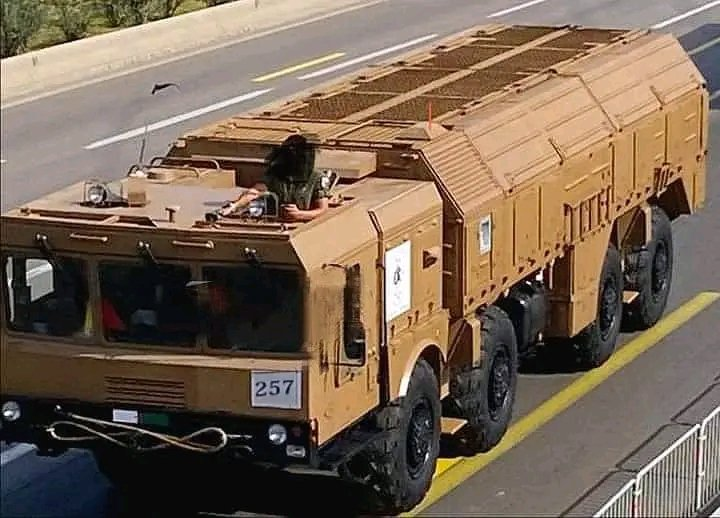
Le complexe avancé de missile balistique Iskander présenté à l'occasion du défilé militaire marquant le 70e anniversaire de la Révolution algérienne.

Le Commandement des forces de défense aérienne du territoire (CFDAT), est un corps d'arme qui constitue l'une des composantes principales de l'Armée nationale populaire. Rattachée dans un premier temps au Commandement des forces aériennes sous forme d'une division d'arme. Elle est cependant érigée à partir de 1988 à la faveur d'un décret du ministère algérien de la Défense nationale, en Commandement des forces de Défense aérienne du territoire, sa principale mission est d'assurer la défense de l'unité et l'intégrité territoriale du pays, ainsi que la protection de son espace terrestre, de son espace aérien et des différentes zones de son domaine maritime.
Le siège du Commandement des forces de défense aérienne du territoire est à Hussein Dey dans la proche banlieue Est d'Alger. L'équipement utilisé par l'Armée Nationale Populaire résumé ci-dessous est fréquemment actualisé.
| Équipement                                                        | Origine          | Type                                                                                          | En service  | En commande | Notes |
| ----------------------------------------------------------------- | ---------------- | --------------------------------------------------------------------------------------------- | ----------- | ----------- | --- |
| S-300PMU2                                                         | Russie           | Défense aérienne stratégique                                                                  | 8(systèmes) |             | |
| S-400 Triumph                                                     | Russie           | Défense anti-aérienne et antimissile                                                          |             |             | |
| Pantsir S-1 / / Pantsir S-2 / / Pantsir SM                        | Russie           | Défense aérienne à courte et à moyenne portée                                                 | 38/?/?      |             | |
| SAM-6 / SAM-7 / SAM-8 / SAM-9 / SAM-13 / SAM-14 / SAM-16 / SAM-18 | Russie           | Système de missile sol-air                                                                    |             |             | |
| S-125                                                             | Union soviétique | Système de missile sol-air                                                                    |             |             | |
| Tor-M2                                                            | Russie           | Système de missiles anti-avions automoteur à courte portée à basses et très basses altitudes  | 24          |             | 12 batteries reçues en 2014 et 12 en 2015                                                                                               |
| Buk-M2                                                            | Russie           | Système de missile balistique de moyenne portée                                               |             |             | |
| Polyana D4M1                                                      | Russie           | Système de commandement et de contrôle automatisé                                             |             |             | |
| 1RL257 Krasukha-4                                                 | Russie           | Dispositif de guerre électronique mobile                                                      |             |             | |
| Rezonans-NE3.                                                     | Russie           | Dispositif de guerre électronique mobile                                                      |             |             | |
| Kasta-2E2                                                         | Russie           | Radar 3D de surveillance basse altitude pour cibles aériennes furtives                        |             |             | |
| HQ-9                                                              | Chine            | Système de missile sol-air autodirecteur radar à moyenne et longue portée                     |             |             | |
| ZSU-23-4                                                          | Russie           | Système de conduite de tir de défense anti-aérienne à courte portée                           | 420         |             | Les 420 ZSU 23-4 modernisés (missiles : Igla anti-aérien).                                                                              |
| YLC-8B                                                            | Chine            | Radar 3D de surveillance et d’assignation de cible                                            |             |             | [ 121 ] |
| JY-11B                                                            | Chine            | Radar 3D de surveillance de l’espace aérien de moyenne portée                                 |             |             | [ 122 ] |
| Skyshield                                                         | Allemagne        | Système de conduite de tir de défense anti-aérienne et de défense antimissile à courte portée |             |             | |
| Repellent-1                                                       | Russie           | Système de guerre électronique anti mini-drones                                               |             |             | Première apparition, lors des préparatifs de la parade militaire commémorative des 70 ans du déclenchement de la Révolution Algérienne. |
| Saek                                                              | Chine / Algérie  | Système de Missile sol-air portatif très courte portée à Guidage infrarouge                   |             |             | Fabriqué sous licence depuis 2010. |

### Autres forces armées
Parmi les autres forces militaires qui sont partie intégrante de l'Armée nationale populaire (ANP) :
- La Gendarmerie nationale ;
- La Garde républicaine.

#### Gendarmerie nationale
Le commandement de la gendarmerie nationale est une force armée placée sous l'autorité du ministre de la Défense nationale, la Gendarmerie nationale algérienne est commandée par un officier général, dénommé « Commandant de la Gendarmerie nationale », nommé par décret présidentiel. Elle a pour mission la défense nationale et à la lutte contre le terrorisme, et a pour charge l'exercice des missions de police judiciaire, de police administrative et de police militaire. Son effectif est d'environ 180 000 hommes.

#### Garde républicaine

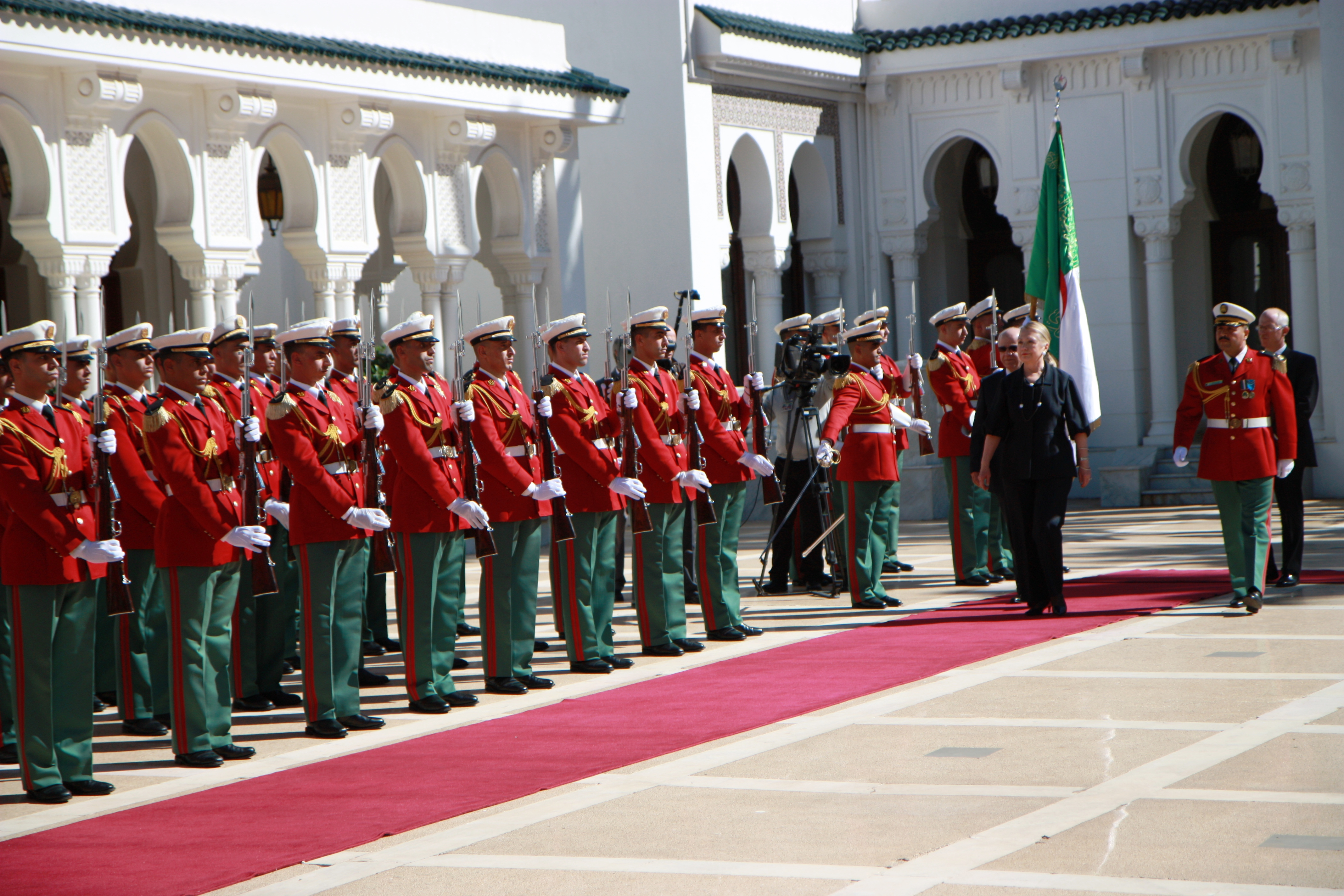
La Garde républicaine accueillant la secrétaire d'État des États-Unis, Hillary Clinton.

La Garde républicaine algérienne a pour missions de : assurer la garde, la protection et la défense des édifices et lieux relevant de la présidence de la République ; assurer l’exécution des services d’escorte et de parade du président de la République, la participation aux festivités nationales et religieuses sous le patronage du président de la République, et la participation aux festivités équestres et musicales nationales et internationales.
Pour l’accomplissement de ses missions, le Commandement de la Garde républicaine est composé de :
- un Commandement ;
- un état-major ;
- des services administratifs et techniques ;
- des unités de garde et de protection, d’intervention, d’escorte et de parade, ainsi que des unités de soutien ;
- des établissements de formation ;
- des établissements spécifiques.

## Industrie militaire
L'Algérie tenait depuis les années 1980 à assurer une certaine autonomie à l’Armée nationale populaire afin d’éviter une dépendance excessive vis-à-vis des fournisseurs étrangers. Une stratégie qui avait permis à l'Armée nationale populaire d’assurer l'approvisionnement de certains équipements au moment où le pays était soumis à l'embargo sur les armes dont il avait besoin pour la lutte antiterroriste durant les années 1990. Cette même stratégie permet aujourd’hui, alors que la crise financière internationale persiste, d’éviter les goulots d’étranglement.
L'industrie militaire algérienne avant 2000 était modeste et non concurrente. Elle est essentiellement versée sur des équipements militaires légers sous licences russe et chinoise fabriqués dans ses propres entreprises spécialisées, sous les commandes de la Direction centrale de l'industrie militaire (DCIM). Ces équipements militaires ont pour mission de satisfaire prioritairement les besoins de l'Armée nationale populaire.
Malgré l'absence des unités de production des Forces terrestres, navales et aériennes, ainsi que des unités chargées de la maintenance pour cette exposition, l'Armée nationale populaire s'est également attelée, ces dernières années, à la mise à niveau de l'armement et des équipements acquis ainsi qu'à la construction de ses propres navires de guerre.

### Production locale
- pistolets-mitrailleurs, fusils à pompes, fusils-mitrailleurs et pistolets automatiques, pièces de rechange et d’outillages qui sont fabriqués par l'Entreprise de constructions mécaniques de Khenchela (ECMK) depuis 1990. Cette entreprise a étendu sa gamme vers le haut en lançant la production sous licence chinoise de canons rotatifs de gros et moyen calibre type CS/LM5 Gatling gun et CL/LM12 Gatling gun, d’une tourelle télé-opérée multi-calibre supportant les FMPK et les DShK, avec caisse de munition protégée et optique de fabrication locale et d’un lance-grenades à répétition type LG5/QLU-11 Grenade launcher[129].
- munitions, outillages et pièces de rechange, paratonnerres, groupes électrogènes, stands de tir, matériel d'intendance, matériel paramédical, fixateurs orthopédiques et d'autres produits annexes qui sont fabriqués par l'Entreprise des réalisations industrielles de Sériana (ERIS) depuis 1991.
- cartouches de chasse, munitions, des grenades, des mines anti-tanks et une douzaine de variétés de matières explosives qui sont fabriquées par l'Office National des Substances Explosives (ONEX) depuis 1976.
- Véhicule blindé de transport de troupes (BCL-M5), Véhicule de combat d'infanterie, qui sont fabriqués à la Base Centrale de Logistique (BCL) de Blida.
- véhicules de combat, véhicules de transport de troupes, remorques porte-engins, camions-ateliers, moyens de réparation et d’évacuation, camions frigorifiques, moyens d’emport et de stockage d’eau, ainsi que du carburant, véhicules de transport du personnel et des camions anti-incendie, qui sont fabriqués par le constructeur algérien SNVI de Rouïba à 25 km d'Alger[130].
- avion léger biplace (Firnas-142), avion léger quadriplace (Safir-43), avion léger monoplace (X-3A), fabriqués par l'Entreprise de construction aéronautique (ECA) de Tafraoui au sud de la ville d'Oran[131]. Grâce à ses compétences internes, l’ANP a réussi à mettre sur pied deux types de drones, appelés « El Djazaïr 54 » et « El Djazaïr 55 ». Il s’agit de modèles modifiés et améliorés du Yabhon United 40 (en), mis en place par la société émiratie Adcom Systems (en). Ces deux premiers drones militaires de fabrication locale ont été testés en décembre 2018, et en a fait usage en situation réelle en avril 2019[132].
- corvette Classe Djebel Chenoua et patrouilleur Classe Kebir, fabriqués pour les besoins des Forces navales algériennes par l'Établissement de construction et de réparation navale (ECRN) à Mers el-Kébir, 7 km au nord-ouest d'Oran.
- Le contrat passé avec l'Allemagne de 2 frégates de classe MEKO A200, prévoit, en option, la construction de deux autres frégates en Algérie.
- Matériel électronique de dernière génération, à usage sécuritaire et militaire, des appareils de communication tactiques et des radars de détection et de surveillance, fabriqués par l’usine de la Société commune algérienne de fabrication de systèmes électroniques (Scafse) basée à Sidi Bel Abbès. Cette société mixte algéro-allemande est le fruit d’un partenariat, lancé en 2012 avec un consortium allemand constitué de trois grandes entreprises de renom spécialisées dans l'industrie électronique duale, militaire et civile, à savoir Eads Cassidian, Rohde & Schwarz et Carl Zeiss[133].

### Partenariats
Pour faire face au monopole de certaines grandes puissances, à l'image des États-Unis, de la Grande-Bretagne, de la France, de la Chine et la Russie, sur la fabrication et le transfert des armes, l'Algérie s'est engagée dans une stratégie de partenariat industriel, commercial et technologique, afin de  promouvoir d'une part l'industrie militaire du pays, et de réduire d'autre part la facture d'importations d’équipements militaires. Dans ce sens plusieurs accords ont été signés :
- Signature d'un accord de partenariat en Algérie entre le Groupement pour la promotion de l'industrie mécanique (GPIM) du ministère algérien de la défense et le groupe émirati Tawazun, le 19/07/2012, pour la construction d'un véhicule blindé nommé Nimr pour le transport des troupes par « Nimr Algérie Spa »[134].
- Création de trois sociétés à capitaux mixtes entre le ministère algérien de la Défense, le fonds émirati « Aabar Investments » et les sociétés allemandes Daimler, Deutz AG et MTU Friedrichshafen, pour un projet de véhicules industriels en Algérie au profit de l’Armée nationale populaire. Ces sociétés sont : la Société algérienne de production de poids lourds de marque Mercedes-Benz/SPA Rouiba, la Société algérienne pour la fabrication de véhicules de marque Mercedes- Benz/SPA Tiaret et une autre société algérienne de fabrication de moteurs de marque allemande (Mercedes-Benz, Deutz AG et MTU Friedrichshafen) SPA/Oued Hamimime à wilaya de Constantine[135]. L'usine de la Société algérienne de fabrication de véhicules Mercedes-Benz Algérie (SAFAV-MB), crée en 2014 et implantée dans la commune de Aïn Bouchekif, dans la wilaya de Tiaret, est considérée comme l'un des projets prometteurs de l'industrie automobile en Algérie. La SAFAV-MB a produit depuis sa création quelque 9000 véhicules tous usages alors que pas moins de 3200 ont été également programmés pour l’année 2017[136].
- Signature d'un accord de partenariat en Algérie entre l'Entreprise des constructions mécaniques de Khenchela (ECMK) et l'émirati Caracal International LLC, filiale du fonds d'investissement émirati «Tawazun Holding» le 04 octobre 2011 pour la fabrication de pistolets Caracal, par «Caracal/Algérie Spa»[137].

- Signature d'un protocole d'accord de partenariat industriel et commercial entre le ministère algérien de la Défense et le géant italien de la défense et de l'aéronautique Leonardo-Finmeccanic portant sur la production d’hélicoptères légers et moyens de marque AgustaWestland à Sétif[138].
- L'agence russe Rosoboronexport, a formulé une demande d'aide financière à plusieurs pays dont l'Algérie, l'Iran, l'Arabie saoudite et les Émirats arabes unis afin de participer au projet de fabrication d'un avion de chasse polyvalent de 5e génération baptisé T-50 (PAK-FA) construit par Soukhoï[139].

## Importations et contrats militaires
Selon l'institut de recherches suédois Institut international de recherche sur la paix de Stockholm (SIPRI), durant la période 2005-2009 l'Algérie a été le premier importateur d'armes de l'Afrique avec 43 % des achats d'armes de ce continent, et a été le 3e client du complexe militaro-industriel de la Russie avec entre 8 et 11 % de ses commandes. Dans un autre rapport publié par le même institut de recherche le 17 avril 2012, les dépenses militaires en Afrique ont été tirées vers le haut par l’Algérie, qui augmenté les siennes de 44 % (2,5 milliards de dollars). La loi de finance 2014, votée en décembre 2013, prévoit un budget de 12,7 milliards de dollars uniquement pour l'aspect « fonctionnement ».
| Année                                                                                               | 2000  | 2002  | 2004  | 2006  | 2008  | 2010  | 2011  | 2012   |
| Dépenses militaires (en milliards US$)                                                              | 2,702 | 3,022 | 3,364 | 3,609 | 4,934 | 5,671 | 8,170 | 10,220 |
| Dépenses militaires (% PIB)                                                                         | 3,4   | 3,7   | 3,3   | 2,6   | 3     | 3,6   | 4.1   | 4      |
| Source: SPIRI - Institut international de recherche sur la paix de Stockholm - Version juillet 2012 |       |       |       |       |       |       |       |        |

### Contrats conclus avec la Russie
L'Algérie figure ainsi parmi les plus importants importateurs d’armes et spécialement de la Russie au cours des cinq dernières années, les relations entre les deux pays sont stratégiques. L’augmentation du budget de la Défense nationale en 2011 à plus de sept milliards de dollars, a permis à l'Algérie de signer une série de marchés d’armements d’une valeur de 16 milliards de dollars, dont deux marchés de 13 milliards de dollars avec la Russie, constitués de dispositifs de missiles, d’anti-missiles, de défense aérienne, de chars, et d'avions d’entraînement. Lors de la visite du président russe Vladimir Poutine les 10 et 11 mars 2006, des accords ont été signés entre l'Algérie et la Russie concernant d'importantes acquisitions de matériels de défense. L'ensemble des contrats passés avec la Russie en deux ans s'élève à un montant total de 15 milliards de dollars sur toute la totalité des commandes se termineront entre 2015 et 2020, faisant de l'Algérie le premier client importateur de la Russie à l’étranger pour les ventes d'armes en 2007.
À la fin 2007, des négociations algéro-russes ont eu lieu à propos du remplacement des Mig-29 SMT défaillants par des Su-30 MKA supplémentaires. Au printemps 2008, afin d'arriver à réparer le « scandale russe » sur le retournement des MiG-29SMT géré par la société Mikoyan-Gourevitch, les Forces aériennes algériennes pourrait gagner au change au sujet de la livraison éventuelle à l'Algérie des chasseurs Su-35 et MiG-35. En été 2008, selon les sources du ministère de la Défense à Moscou, les autorités russes tenteraient d'intégrer des bombardiers stratégiques de type Tu-160 et Tu-95 en Algérie, et dans certains pays au réponse du déploiement du bouclier antimissile (ABM) américain en cas d'une menace de guerre en Iran vers l'Europe et aux projets d'extension de l'OTAN. Selon le vice-premier ministre russe Sergueï Ivanov, le 9 février 2009, le gouvernement russe a décidé de racheter les 24 chasseurs livrés entre 2006 et 2007 pour un montant total de 535 millions d'euros à l'Algérie, destiné à l'armée de l'air russe. La SIPRI indique qu'en 2009 deux sous-marins classe Kilo/type-636E, quatre systèmes de missiles anti-aériens S-300PMU-2 (code OTAN SA-20B) et trente-huit Pantsir S-1 ont été commandés à la Russie.
Signature le 14 mai 2018 d'un contrat avec la Russie qui prévoit l'acquisition d'un nouveau navire de patrouille de type Project 22160 construit au chantier naval de Maxime Gorki à Zelenodolsk, et d'en construire trois autres localement pour un montant de 180 millions de dollars. Le premier navire sera livré d'ici septembre 2018.

### Coopération avec la France
Lors de la visite du premier ministre français François Fillon les 21 et 22 juin 2008, et selon des sources, les autorités françaises souhaitaient vendre à l'Algérie des hélicoptères fabriqués par la société Eurocopter. Il s'agit de 14 EC 725 et 10 EC 635 pour la surveillance qui n'a pas abouti, puis également des frégates Classe Aquitaine dont 2 AVT (Action Vers la Terre) et 2 ASM (Anti-Sous Marin). Puis de deux porte-hélicoptères d'assauts amphibies de la classe Mistral.

### Coopération et acquisitions auprès de l'Allemagne
À la visite de la chancelière allemande Angela Merkel les 16 et 17 juillet 2008, les autorités allemandes souhaitent vendre des frégates Brême et des avions de guerre à l’Algérie. Ils souhaitent également construire des usines à Tiaret de fabrication de matériels de défense militaire et de véhicules pour l’armée et la police.
Et afin de diversifier ses fournisseurs, l'Algérie a conclu en 2012 un contrat de 2,2 milliards d'euros avec l’allemand ThyssenKrupp Marine Systems pour la livraison de deux corvettes MEKO. En 2011 un contrat de 10 milliards d'euros étalés sur 10 ans avec l'Allemagne pour la formation d’officiers algériens et la fourniture d’équipements électroniques pour les gardes-frontières. En 2019, l'Algérie est classé deuxième client de l'Allemagne en matière d'armement avec un montant de 843 millions d'euros.

### Coopération et contrats conclus avec l'Italie
Des sources ont relevé aussi que le ministère algérien de la Défense nationale a conclu le 12 septembre 2011 un important contrat avec l’Italie, pour l’acquisition de frégates et de la logistique pour la marine algérienne. Les six frégates sont classées parmi les meilleures de leur catégorie, pour lesquelles l’Algérie déboursera une somme estimée à 4 milliards d’euros. Ces frégates de classe FREMM, sont des navires furtifs dotés d'équipements très modernes et sophistiqués chassant à la fois sous-marins, navires de guerre et avions de combat. Cette commande concernerait aussi une centaine d’hélicoptères pour un montant qui n’est pas précisé.

### Contrats conclus avec la Chine
Selon un rapport publié par le Congrès américain, daté du 19 décembre 2016, l’Algérie a signé entre 2012 et 2015 des contrats d'armement avec la Chine d’une valeur de 600 millions de dollars, contre des acquisitions entre 2008 et 2011, d'une valeur de 300 millions de dollars.

### Achats auprès d'autres pays
En 2022, l'Algérie à commandé six drones MALE turcs Aksungur auprès de l’entreprise Turkish Aerospace Industries (TAI). Ce type de drone se distingue par sa capacité de charge utile, bien supérieure à celle d'autres drones turcs comme le Bayraktar TB2, produit par Baykar,.

## Statut géopolitique de l'Algérie

### Enjeux géographiques et démographiques

L'Algérie dans le monde

L'Algérie est un État du Maghreb bordé au nord par la mer Méditerranée avec un littoral de 1 200 km, à l'est par la Tunisie et la Libye, au sud-est par le Niger, au sud-ouest par le Mali et la Mauritanie, à l'ouest par le Maroc et le Sahara occidental. Sur le continent africain, l'Algérie est devenue depuis l'indépendance du Soudan du Sud le  9 juillet 2011, le 1er pays par sa superficie de 2 381 741 km2, dont les quatre cinquièmes sont occupés par le Sahara.
En 2021, l'Algérie comptait 45 millions d'habitants, soit 18,5 habitants au km2. Elle est le deuxième pays arabe le plus peuplé après l'Égypte. Il existe une importante communauté algérienne à l'étranger (1,8 million de personnes en 1995), dont la plus nombreuse se trouve en France, où les Algériens émigrèrent massivement, notamment à partir des années 1950 : on y compte 700 000 ressortissants algériens et plus d'un million de binationaux.
L'immigration clandestine en Algérie, est un phénomène qui se propage d’une façon fulgurante et qui prend des proportions alarmantes. Le phénomène s’est accentué principalement pendant la dernière décennie, où l'armée a été pendant trop longtemps occupée à pourchasser les réseaux terroristes, ne faisant plus attention aux flux migratoires massifs. Cela ne concerne pas uniquement les Algériens  mais aussi des clandestins venus du Ghana, Niger, Nigeria, Zaïre, Cameroun, Sénégal, Burkina Faso… qui ont fait la traversée du désert exténuante pour débarquer en Algérie et puis de repartir vers l’Europe.

### Enjeux internes
L'Algérie fait face à de nombreux problèmes internes. Après le 5 octobre 1988, le pays adopte le multipartisme et la démocratie. Mais assez vite le processus démocratique est dévoyé et une guerre civile fait rage durant presque dix ans (1992-2001) entre différents protagonistes pour le contrôle du pouvoir, occasionnant des dégâts considérables tant sur le plan humain que matériel. L'armée ne put s'adapter à une situation à laquelle elle ne fut guère préparée que graduellement, non sans un bilan humain assez lourd. Initialement une armée populaire, elle se transformera, sans aucune aide externe, vers la fin du conflit en une véritable armée de métier dotée d'une solide expérience de la lutte contre les guérillas et dans les bombardements aériens tactiques. La stabilité politique pour laquelle le pays a payé le prix fort est appelée à demeurer la ligne conductrice de toute stratégie de riposte ou de sortie de crise. La lutte antiterroriste engagée sur le terrain a, elle aussi, besoin de relais politico-médiatiques pour réaffirmer la dimension républicaine de l'État algérien afin que les sacrifices consentis en quinze ans de combat contre l'intégrisme et l'extrémisme religieux ne soient pas vains.

### Enjeux de la politique étrangère
L'Algérie défend des principes issus du Mouvement des pays non alignés, en particulier, avec fermeté, le droit des peuples à disposer d'eux-mêmes. L'histoire coloniale de ce pays a déterminé sa position de principe hostile à l'égard de toute forme de colonialisme et d'interventionnisme dans les affaires internes de pays souverains. Les choix de politique étrangère suivies durant les années 1970 et 1980, notamment l'adhésion au front du refus (aux côtés de la Libye, du Soudan, de la Syrie et du Yémen entre autres) ainsi que son engagement actif dans le soutien des causes indépendantistes lui vaudra, bien des années plus tard, une prise de distance de la part de certains pays occidentaux et arabes.
Malgré les positions algériennes sur le Sahara occidental, l'Africom et la loi sur les hydrocarbures, la Libye, la Syrie, l'absence du lobbying diplomatique algérien, qui a pourtant démontré son efficacité au moment où le pays était sous embargo et alors que les partisans du “qui-tue-qui ?”, ne pouvaient pas faire voter une résolution anti-algérienne, a créé la faille où sont venus s'engouffrer tous ceux qui avaient un compte à régler avec l'Algérie et ceux qui espéraient pour une raison ou une autre accaparer en toute légalité ou légitimité les richesses du pays.

### Enjeux militaires et énergétiques
La diversification des sources d'approvisionnement en systèmes d'armes et en équipements de défense est devenue une priorité. La consolidation des industries militaires locales et leur développement demeure un souci de premier ordre.
Depuis la fin des années 1990, l'Algérie s'est lancée dans un processus de professionnalisation qui a engendré une baisse de ses effectifs au profit d'une modernisation intensive de son armée.
Du fait de la position centrale qu’occupe l'Algérie en Afrique du Nord (seul pays de la région avec la Libye à partager six frontières terrestres), l'armée nationale populaire représente à ce titre un facteur de stabilisation qui participe à sous-tendre l'activité de la diplomatie algérienne au niveau de la sous-région.
À partir de l'année 2000, l'Algérie et l'OTAN ont engagé un dialogue qui se traduit sur le terrain par des manœuvres communes qui engagent d'une part les Forces navales algériennes avec les différents partenaires qui composent l'OTAN, l'objectif étant d'instaurer un dispositif pour la sécurisation des points stratégiques en Méditerranée.
Le budget algérien de la défense s’élevait en 2006 à environ 3 milliards de dollars. Depuis cette date, le budget de la défense ne cesse de croître pour atteindre en 2013, 9,7 milliards de dollars. Les événements d'In Amenas ont amplifié cette augmentation qui devrait atteindre 12,45 milliards de dollars en 2014[réf. nécessaire].

### Conflits et menaces terroristes
L'Algérie fait face à la multiplication des menaces non conventionnelles. L'implantation du terrorisme d'Al-Qaïda sur son flanc Sud (le Sahel) contraint l'armée au redéploiement de certaines de ses unités dans le grand Sud (Sahara central) et à acquérir plus de  moyens de reconnaissance aérienne et électronique afin de traquer des groupes hautement mobiles évoluant sur de vastes territoires désertiques à cheval entre le Mali, le Niger et la Mauritanie.
Cependant, pendant guerre de Libye en février 2011, conflit dans lequel l'Otan était le principal belligérant, le statut géostratégique de l'Algérie demeurait incertain, voire menacé. Le bombardement des dépôts d'armes et de munitions de l'armée libyenne par les forces aériennes et navales de l'Otan et leur pillage par les rebelles dont des membres de l'organisation terroriste Al-Qaïda au Maghreb islamique (AQMI) a entraîné une prolifération inquiétante et massive des armes conventionnelles en Libye et au Sahel. Cet état de fait inquiétait au plus haut point en Algérie, qui a craint que ces armes ne soient utilisés par les organisations terroristes qu'il combat depuis des années. De fait, depuis le début de la guerre en Libye, des terroristes équipés de roquettes antichars issus des dépôts de l'armée libyenne, ont effectué des attaques visant un poste avancé de l'armée algérienne à Ziama près de Jijel tandis que d'autres éléments d'Al-Qaïda au Maghreb islamique, dotés d'armes venus de Libye, ont été éliminés par les militaires algériens dans le Sud du pays non loin des frontières avec la Libye.
L'Algérie aide la Tunisie dans sa lutte antiterroriste, tirant profit de l'expérience de l'ANP, la Tunisie qui fait face à une menace intégriste puisant sa force des groupes terroristes en Libye, un pays qui s'érige en un véritable foyer terroriste, menaçant aussi bien la sécurité de la région.